# Калуга
Калу́га — город в европейской части России, в Центральном федеральном округе, административный центр Калужской области и муниципального образования город Калуга со статусом городского округа. Расположен на берегах Оки и её притоков — Яченки, Калужки, Киёвки, в 160 км к юго-западу от центра Москвы, в 143 км от МКАД. Население — 324 989 человек (2025).
В Калуге с 1891 по 1935 год жил и работал теоретик космонавтики, выдающийся изобретатель К. Э. Циолковский.
В 1967 году открыт Государственный музей истории космонавтики, первый в мире и крупнейший в России, созданный при непосредственном участии Сергея Королёва, Юрия Гагарина и других космонавтов. 17 апреля 2021 года открыта для посетителей «вторая очередь музея» с обновлённой экспозицией.

## Этимология
О происхождении названия города существует множество версий. В конце XVIII века академик В. Ф. Зуев, определивший местонахождение древнейшей Калуги, сделал предположение, что его название происходит от названия вблизи протекающей реки Калужки: «Название своё он получил от речки Калужки, где и стоял прежде, то есть в устье её, где ныне явленный образ находится».
Этого же мнения придерживался калужский археолог, председатель Калужской Учёной Архивной Комиссии Иван Четыркин, полагавший, что название реки происходит от русских слов калюжа, калюжина, что означает «топь» или «болото».
Согласно Толковому словарю В. Даля, словом калуга в Твери и Костроме называли «топь, болото, насолоды», в Калуге и Туле — «полуостров, оток, калач», а в других областях России — «пойму, поёмный луг, вырь, пожню».
В Словаре церковно-славянского и русского языка, составленном вторым Отделением Императорской Академии Наук, слово калуга объяснено как «грязное место, топь (болото), трясина»; от этого слова происходит калужа, что означает: «стоячая вода, тина, грязь», калужана, имеющая то же значение, что и «калуга», и наконец, калужница — болотная трава, известная под латинским названием «Caltha palustris».
Этимологический словарь М. Фасмера также толкует слово калуга как «болото, топь» и находит ему параллели в других славянских языках: украинское калюжа, калюга «лужа, грязь», сербско-хорватское каљуга, каљужа «лужа», словенское kaluza, чешское kaluze «лужа», словацкое kaluza.
В пользу данной этимологии говорит и тот факт, что протекающая к северу от Калуги река Лужа в средневековых источниках нередко именовалась Колужей, так что реки Калужка и Лужа первоначально имели одно название; город Малоярославец, стоящий на р. Луже, прежде назывался Лужей.
Другая популярная версия производит название города от славянского слова коло, означающего круг. Редактор калужского журнала «Урания» Г. К. Зельницкий в 1804 г. писал: «Слово „коло“, сокращаясь из „около“, присоединяется у нас ко многим словам, так, например, „кологрив“ — означает древнего чиновника княжьего, ходившего около гривы государевой лошади…, и ещё в некоторых других словах встречается подобное сокращение и сочетание наречия „около“ с именами существительными. На этом основании в слове „Калуга“ будет находиться „около“ и „луга“ или „лужа“, и в сложности будет означать место при луге или луже». Эту догадку в наше время развил краевед Дёмушкин, соединив слова «коло», означавшего округу, волость, и «юг», так что название города могло означать «волость у юга».
Наряду с этими, существует достаточно других версий, объясняющих название города. Некоторые авторы производили его от старославянского слова халуга, означающего «плетень, изгородь, ограда, место, огороженное тыном», от древнерусского калыга — «забор, ограда, улица», от финно-угорского халига — «глухое место в лесу», от тюркского калыган — «выступ, возвышение», от хазарского холога — сборище или скопище воров и т. д. Калужский краевед Д. И. Малинин предположил, что название города происходит от названия рыбы калуги, обитающей в сибирских реках, и означает «рыбная река». Некоторые этимологии основаны на народных легендах. Так, существует предание, что название города происходит от имени разбойника Колуги, будто бы жившего со своей шайкой в местных лесах. Другая народная этимология выводит название из словосочетания «Ока-луга» (Кашира — Ока-широкая, Коломна — Ока-ломаная, Калуга — Ока-луговая). К этому же ряду относится версия про некоего «хана Уга», будто бы при основании города вбившего в землю кол (колУга).

## Физико-географическая характеристика

### Географическое положение
Калуга расположена на Среднерусской возвышенности, на обоих берегах Оки, в Европейской части России. Самый крупный водоём города — Яченское водохранилище. Калуга находится в 88 км к юго-западу от Троицкого административного округа города Москвы, в 160 км центра города Москвы, в 143 км от МКАД и в 112 километрах по автодорогам западнее города Тулы.
| С-З | Таллин ~ 1107 км Рига ~ 1004 км Санкт-Петербург ~ 863 км            | Мурманск ~ 2105 км Архангельск ~ 1454 км Тверь ~ 324 км | Ханты-Мансийск ~ 2855 км Киров ~ 1136 км Иваново ~ 485 км Москва ~ 177 км               | С-В |
| З   | Берлин ~ 1747 км Варшава ~ 1152 км Минск ~ 656 км Смоленск ~ 363 км | Роза ветров                                             | Рязань ~ 308 км Нижний Новгород ~ 611 км Уфа ~ 1525 км Новосибирск ~ 3385 км            | В   |
| Ю-З | Брянск ~ 225 км Рославль ~ 265 км Киев ~ 724 км                     | Орёл ~ 204 км Белгород ~ 512 км Симферополь ~ 1359 км   | Тула ~ 112 км Тамбов ~ 476 км Волгоград ~ 978 км Астрахань ~ 1414 км Оренбург ~ 1631 км | Ю-В |

### Часовой пояс
Калуга находится в часовой зоне МСК (московское время). Смещение применяемого времени относительно UTC составляет +3:00.

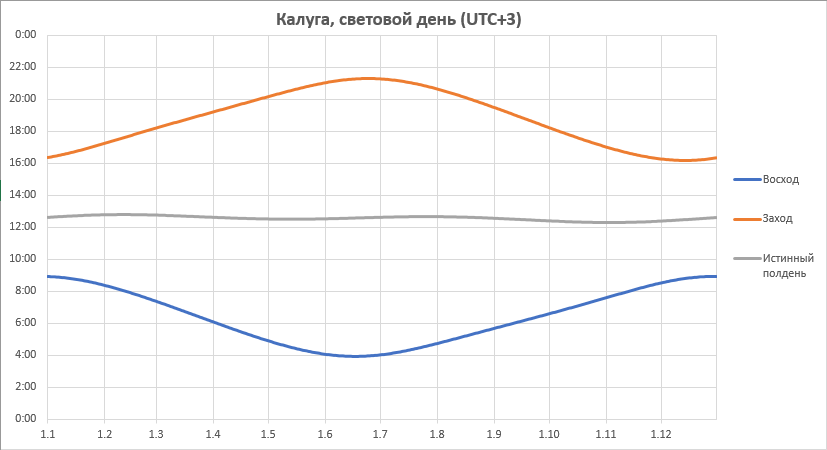
Световой день в Калуге

В соответствии с применяемым временем и географической долготой средний солнечный полдень в Калуге наступает в 12:35.

### Климат
Климат умеренно континентальный, зима — долгая, морозная, снежная, лето — тёплое и местами облачное. Период с среднесуточной температурой выше +19 °C (так называемый «тёплый сезон») длится с середины мая по начало сентября, период с среднесуточной температурой ниже +2 °C («холодный сезон») — с середины ноября по середину марта. Продолжительность дня в Калуге варьируется от 7 часов 16 минут 22 декабря до 17 часов 16 минут 21 июня.
| Показатель                                | Янв.  | Фев.  | Март  | Апр.  | Май  | Июнь | Июль | Авг. | Сен. | Окт. | Нояб. | Дек. | Год   |
| ----------------------------------------- | ----- | ----- | ----- | ----- | ---- | ---- | ---- | ---- | ---- | ---- | ----- | ---- | ----- |
| Абсолютный максимум, °C                   | 9,4   | 8,4   | 19,3  | 28,6  | 31,2 | 34   | 37,2 | 37,8 | 32   | 25,3 | 17,1  | 12,2 | 37,8  |
| Средний суточный максимум, °C             | −6,1  | −5    | 0,7   | 10,4  | 17,8 | 21,3 | 23,2 | 21,4 | 15,7 | 8,6  | 0,8   | −4,2 | 8,6   |
| Средняя температура, °C                   | −8,6  | −8,3  | −3,1  | 5,6   | 12,2 | 15,9 | 17,7 | 15,9 | 10,6 | 4,8  | −1,7  | −6,3 | 4,4   |
| Средний суточный минимум, °C              | −12,2 | −12,4 | −7,2  | 0,9   | 6,3  | 10,1 | 12,3 | 10,5 | 5,8  | 1,2  | −4,4  | −9,3 | 0,1   |
| Абсолютный минимум, °C                    | −38,9 | −36,1 | −31,1 | −17,8 | −4,2 | 0    | 1,1  | −1,1 | −6,8 | −14  | −27,8 | −38  | −38,9 |
| Норма осадков, мм                         | 50    | 42    | 39    | 35    | 41   | 95   | 91   | 75   | 61   | 66   | 52    | 49   | 696   |
| Источник: Weatherbase.com, Climatebase.ru |       |       |       |       |      |      |      |      |      |      |       |      |       |

## История

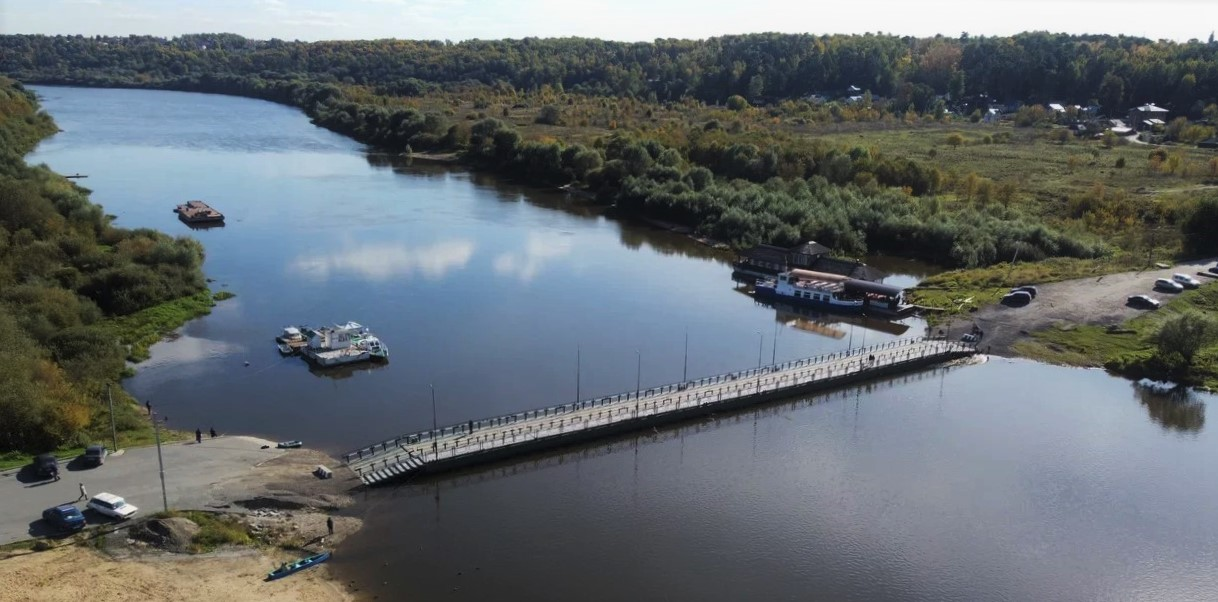
Понтонный мост через р. Оку, 2021 год

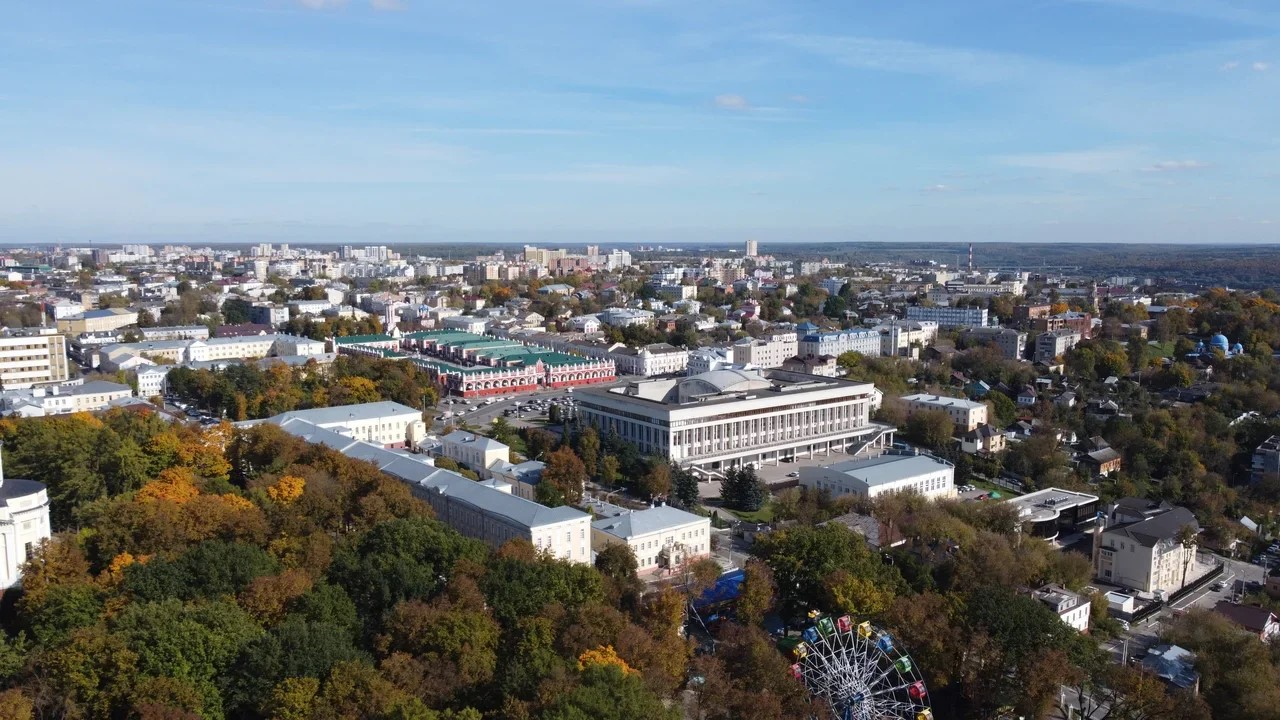
Вид на площадь Старый торг с высоты птичьего полета

До настоящего времени причина и дата возникновения города Калуги остаётся предметом споров учёных и исследователей. Официальной же датой основания города считается 1371 год, — год первого упоминания Калуги в письменных источниках, дошедших до наших времён. До 1371 года город уже существовал какой-то, пока неизвестный, период времени. Ещё первые историки города Калуги отмечали, что город намного старше своего официального возраста. Это подтверждается данными археологических изысканий в местах древних поселений на территории современной Калуги. В 2021 году Калуга отметила своё 650-летие.
На территории города находились три средневековых городища: одно — в устье реки Калужки, при её впадении в Оку, другое — выше по течению Калужки, в окрестностях села Ждамирова, а третье, известное как Семёново городище, — на берегу реки Яченки. Первые раскопки на городище в устье Калужки были проведены в конце XIX в. археологом И. Д. Четыркиным, который обнаружил на нём следы пожарища и остатки гончарной посуды. Последующие раскопки показали, что два городища на Калужке существуют с древнейших времён.
Старейший историк Калуги, академик В. Ф. Зуев, живший в XVIII веке, записал предание, согласно которому Калуга трижды переносилась на новое место, причём первым местом он также считал городище в устье Калужки.
В XIII—XIV веках калужские земли входили в состав одного из Верховских княжеств, Новосильского или Тарусского. С середины XIV века Калуга становится объектом борьбы московских и литовских князей. Калужскими краеведами и независимыми исследователями истории Калужского края выдвигалась версия о возникновении Калуги как татаро-монгольского административно-налогового центра в период формирования баскачества на Руси, однако, эта гипотеза пока не нашла своего отражения в авторитетных и признанных научным сообществом источниках.
В 1371 году границы Московского княжества вплотную подходят к территории современной Калуги. Историк В. Н. Темушев отмечал: «Волость „Колуга“, занимавшая пространство вокруг реки Калужки, была приобретена московскими князьями у тарусских или новосильских князей».
Литовские князья полагали, что Калуга была несправедливо «отнята у них Москвой». С этим и связано первое письменное упоминание Калуги, которое содержится в письме литовского князя Ольгерда Константинопольскому Патриарху Филофею, датированным 1371 годом.
Следующее упоминание Калуги содержится в так называемой духовной грамоте Дмитрия Донского (1389 года), в которой он завещает города «Колугу и Рощу» своему сыну Андрею в Можайское княжество.
С этого времени Калуга неизменно упоминается в источниках как владение московских князей и их наследников. В правление Ивана III город находился в непосредственном подчинении Московского князя, который, по сообщению С. Герберштейна, держал в нём регулярное войско против набегов татар. Развитие города в этот период связано с его стратегическим положением пограничной крепости на рубежах Московского государства. Калуга являлась центром обширных владений, первым и последним правителем которых был Князь Семён Иванович Калужский. Столицей своей вотчины Семён Иванович избрал Калугу, а его княжеский дворец, по преданию, располагался на берегу р. Яченки, где теперь находится Семёново городище. В начале XVI века Калужский кремль и центр города были перенесены на новое более пространное место на высоком берегу Оки между Березуйским и Городенским оврагами.
В 1601—1603 годах Калуга переживает Великий голод, охвативший большую часть европейской территории Русского царства во время правления Бориса Годунова. Значительная часть населения устремилась в малонаселённые южные и восточные регионы страны — низовья Дона, Волги, Яика и в Сибирь.
Калуга сыграла видную роль в событиях Смутного времени. Военный характер города накладывал отпечаток на его жителей, которые были мало склонны к гражданскому порядку и спокойной жизни. Поэтому уже с появлением первого самозванца Калуга в числе первых городов встала на его сторону
После гибели Лжедмитрия I в 1606 году город радушно принял в свои стены отряды Ивана Болотникова, который привёл с собой более десяти тысяч повстанцев. Его поддерживали терские казаки и новый самозванец — царевич Лже-Пётр. Болотников укрепил город и несколько раз успешно отражал наступления московских воевод; зимой 1606—1607 годов, Калуга под его руководством выдержала четырёхмесячную осаду.
С появлением Лжедмитрия II Калуга одним из первых городов признала его своим государем и в дальнейшем служила ему верой и правдой. После распада Тушинского лагеря Лжедмитрий II бежал в Калугу, где обзавёлся своим двором, штатом, телохранителями. Калуга стала центром сборища разбойников и мятежников, воровским станом и столицей «Царика». В декабре 1610 года (по некоторым источникам — в январе 1611 года) в Калуге родился сын Лжедмитрия II и Марины Мнишек Иван Дмитриевич, прозванный «Ворёнком», который впоследствии фигурировал в качестве претендента на царский престол. 21 декабря 1610 года Лжедмитрий II был убит в Калуге Петром Урусовым и похоронен в Троицком соборе.
В 1611 году Калуга взята польскими интервентами и находилась в тылу захватчиков. Только в 1612 году город освобождён, и ещё в течение нескольких лет находился в центре боевых действий. В 1615—1616 годах Калуга подвергается нападению крымских татар, причинивших ей большой урон. В следующем году город осаждён отрядами польского королевича Владислава IV. Оборону Калуги возглавлял князь Пожарский. Ещё год спустя Калугу разоряют запорожские казаки и войска гетмана Сагайдачного.
Во второй половине XVII века в Калуге начинает развиваться производство металла. В городе появляется один из первых чугунолитейных заводов в России.
В XVIII веке Калуга становится губернским центром. При Петре I в городе открывается школа «для обучения дьячих и подьяческих детей и прочих чинов цыфири и геометрии».
За 1723—1737 годы Калуга обезлюдела в связи с голодом. Практически дотла город сгорал в 1742, 1754, 1756, 1760 и 1761 годах.
15 декабря 1775 года Калугу посещает императрица Екатерина II. Императрица прибыла в сопровождении митрополита Платона и блестящей свиты. К её приезду в городе местным купечеством были выстроены Триумфальные ворота (разобраны в 1935 г.). В память об этом визите были отчеканены две медали, на одной из которых царица изображена в калужском наряде.
В 1776 году Калуга становится центром Калужского наместничества. Первым Калужским наместником стал бывший тверской губернатор генерал-аншеф, граф М. Н. Кречетников, который избрал город своей резиденцией. В Калуге в это время проживало 17 тыс. жителей, а всего в Калужском наместничестве — 733 тыс. жителей обоего пола.
19 января 1777 года открывает свой первый театральный сезон Калужский драматический театр, созданный при непосредственном участии Генерал-губернатора.
К концу XVIII века в городе действовало 120 небольших предприятий, среди которых 11 кирпичных, 10 изразцовых и 3 парусных. Город славился также художественными промыслами из дерева, вышивками и кружевами.
31 октября 1796 года Указом Павла I Калужское наместничество преобразовано в Калужскую губернию.
Важную роль сыграла Калуга в Отечественной войне 1812 года, став крупнейшей тыловой базой русских войск. Здесь формировалось вооружённое ополчение для действующей армии, заготавливались фураж, продовольствие, собирались денежные средства. Город Калуга удостоился личной благодарности генерал-фельдмаршала М. И. Кутузова.
С 1823 по 8 января 1831 года Калуга и губерния находились в составе Белорусского генерал-губернаторства.
С середины XIX века в городе отмечается экономический упадок, который был вызван, главным образом, двумя причинами: обмелением Оки и развитием железнодорожного транспорта. Ока в верхнем течении перестала быть судоходной и торговля по ней практически прекратилась. В то же время строительство железных дорог привело к появлению новых торговых центров, с которыми Калуга уже не могла соперничать. Торговые обороты калужских купцов стали падать, а городская казна пустеть.
К концу XIX века Калуга превращается в тихий провинциальный город. Здесь отбывали ссылку последний крымский хан Шахин Герай (с 1786 г.), казахский хан Младшего жуза Арынгазы Абулгазиев (в 1823—1833 гг.), дочь грузинского царя Текла Ираклиевна с сыновьями Вахтангом и Дмитрием Орбелиани, сосланными за участие в дворянском заговоре 1832 года, и третий имам Чечни и Дагестана Шамиль (в 1859—1868 гг.), сдавшийся русским властям после поражения в Кавказской войне.
С началом Первой мировой войны Калуга становится крупным тыловым и военно-госпитальным центром воюющей империи, конечным эвакуационным пунктом «Москва 1-й» (направление санитарной эвакуации Москва-Калуга).
Начало военных действий на Восточном фронте было отмечено массовым беженством. Город Калуга и край, оказавшись внутри беженского потока, общими усилиями организовали помощь следовавшим через их территорию и приняли на жительство десятки тысяч беженцев из западных губерний
В Калуге, в 189-м запа́сном пехотном батальоне, в 1915 году, начинал свой путь полководца уроженец Калужской земли, Маршал Советского Союза — Жуков, Георгий Константинович.
|  |
|  |

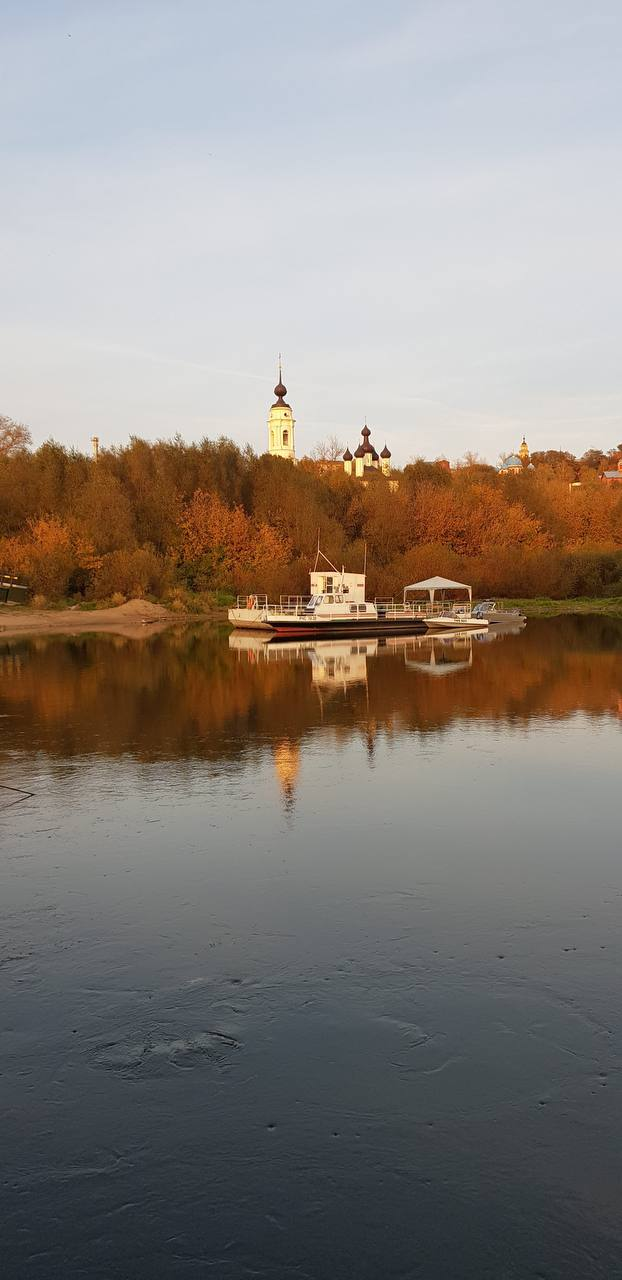
Пристань в центре города

Первая мировая война стала тяжёлым испытанием для Калуги и её жителей, внеся изменения во все сферы жизни. Калуга, как и вся российская провинция обеспечивала армию необходимыми людскими, продовольственными, материально-техническими ресурсами в условиях нарастающего экономического кризиса, порождённого войной
После Октября 1917 года процесс установления советской власти в Калуге проходил сложно, так как в городе активно проявляли себя умеренные социалистические партии.
«Власть Советов» в городе установлена вооружённым путём 28 ноября (11 декабря) 1917 года с помощью революционных отрядов из Москвы.
После окончания Гражданской войны советской властью «был взят курс» на развитие промышленных городов, благодаря которому в развитии Калуги начался новый этап. Возрождались фабрики и заводы. Активно развивалось машиностроение. Калуга вновь становится крупным промышленным центром.
К середине XX века население города выросло до 100 000 человек. Калуга была одним из мест политической ссылки в советские годы.
Так, в 1928 году несколько месяцев в городе отбывали ссылку видные большевистские деятели, оппоненты Сталина во внутрипартийной борьбе, Г. Е. Зиновьев и Л. Б. Каменев.
С 1937 года, Калуга является городом областного подчинения, центром Калужского района, в составе вновь образованной Тульской области.
С первых дней Великой Отечественной войны вся жизнь города подчинена требованиям военного времени. На территории Калуги развернулась мобилизация. Заводы и фабрики налаживали выпуск военной продукции, в колхозах вели борьбу за урожай. Население собирало для нужд армии деньги и вещи. На предприятиях и в колхозах организовывалось стахановское движение, проводились социалистические соревнования.
В ходе Московской битвы, после упорных боёв на подступах к городу, оборонявшие Калугу части 5-й гвардейской стрелковой дивизии были вынуждены отступить. 12 октября 1941 года в город вступили части XIII армейского корпуса вермахта. Евреев города нацисты согнали в гетто. Для советских военнопленных и гражданского населения военная администрация войск нацистской Германии устроила сборно-пересыльный пункт 127-й дулаг, где погибло большое число бойцов и командиров Красной армии.
Немецкая оккупация продолжалась с 12 октября по 30 декабря 1941 года, когда город был полностью освобождён частями Красной армии. При отступлении оккупанты разрушили 196 домов, оставив без крова более 850 семей, сожгли театр на Сенной площади (в настоящее время носит название Сквер Мира).
С образованием 5 июля 1944 года Калужской области, город Калуга становится её административным центром.
В настоящее время Калуга — город с развитой инфраструктурой, крупный транспортный узел, один из научных, культурных, экономических и духовных центров Центрального федерального округа России. Активно развито машиностроение и автомобилестроение. Город является одним из исторических центров России, где сохранилось множество памятников архитектуры. Калуга трижды входила в первую тройку по чистоте и благоустроенности среди городов России, являющихся административными центрами субъектов Российской Федерации и с населением от 100 до 500 тыс. человек: 1-е место в 2002 году, 3-е место в 2003 году, 1-е место по итогам конкурса, проведённого в 2012 году.
В 2009 году Центробанк РФ отчеканил памятную недрагоценную 10-рублёвую монету, посвящённую Калуге из серии «Древние города России».
Начиная с 9 мая 2013 года жители Калуги ежегодно принимают участие в гражданской акции Бессмертный полк, посвящённой подвигу советских граждан, освободивших нашу страну от немецко-фашистских захватчиков.
Через Калугу проходил маршрут Эстафеты олимпийского огня зимних Олимпийских игр 2014 в городе Сочи. Эстафета началась 7 октября 2013 года в городе Москве и завершилась в день открытия Олимпиады 7 февраля 2014 года. В Калугу олимпийский огонь прибыл 13 октября 2013 года из города Юхнова Калужской области. Из Калуги олимпийский огонь отправился в усадьбу Ясная Поляна в Щёкинском районе Тульской области и далее по маршруту эстафеты олимпийского огня зимних Олимпийских игр 2014.
19 апреля 2016 года стало известно о включении Калуги в список городов, входящих в Золотое кольцо.
Торжества в рамках проекта «Калуга — Новогодняя столица России 2021» проходили в городе с 12 декабря по 9 января. Хрустальная снежинка — её символ — была принята 7 января 2020 года у Рязани.
К предстоящему 650-летию Калуги Центральный банк России выпустил эксклюзивные серебряные монеты номиналом в 3 рубля, которые вошли в обращение с 14 июля 2021 года. В монете 31,1 грамма серебра 925-й пробы, а диаметр круга — 39 мм. На лицевой стороне изображён герб РФ и обозначение металла по таблице Менделеева. На оборотной стороне изображён рельефное изображение здания Государственного музея истории космонавтики им. К. Э. Циолковского на фоне изображений панорамы города Калуги и звёздного неба; имеются надписи, вверху вдоль канта: «КАЛУГА», внизу: «650 ЛЕТ».
5 августа 2021 года в Калуге состоялось торжественное специальное гашение почтовой марки «Калуга 650 лет», которая была посвящена юбилею города. Мероприятие прошло в почтовом отделении «Почта России» на площади Старый Торг. На самой марке изображены Государственный музей истории космонавтики имени К. Э. Циолковского, памятник Циолковскому, а также Каменный мост, Калужский приборостроительный завод «Тайфун» и панорама города. Номинал марки 50 рублей, тираж — 135 тысяч экземпляров.
Гасили марку двумя печатями. На одной из них изображён Музей космонавтики, и её поставить можно было только в день гашения. А второй будут гасить все праздничные дни. На ней изображены Гостиные ряды и ракета «Восток», а также дата, которая будет ежедневно меняться.

## Население и демография
| 1811     | 1825     | 1833     | 1840     | 1847     | 1856     | 1863     | 1867     | 1870     | 1885     | 1897     |
| -------- | -------- | -------- | -------- | -------- | -------- | -------- | -------- | -------- | -------- | -------- |
| 23 100   | ↗26 431  | ↘26 168  | ↗35 000  | ↘29 611  | ↗31 027  | ↗34 668  | ↗36 080  | ↗38 608  | ↗40 102  | ↗49 513  |
| 1910     | 1913     | 1914     | 1917     | 1920     | 1923     | 1926     | 1931     | 1933     | 1937     | 1939     |
| ↘49 291  | ↗55 600  | ↗56 300  | ↗60 421  | ↘40 675  | ↗43 285  | ↗49 425  | ↗60 263  | ↗60 600  | ↗79 107  | ↗89 396  |
| 1956     | 1959     | 1962     | 1967     | 1970     | 1973     | 1975     | 1976     | 1979     | 1982     | 1985     |
| ↗122 000 | ↗134 235 | ↗151 000 | ↗179 000 | ↗210 906 | ↗232 000 | ↗250 000 | →250 000 | ↗265 013 | ↗281 000 | ↗302 000 |
| 1986     | 1987     | 1989     | 1990     | 1991     | 1992     | 1993     | 1994     | 1995     | 1996     | 1997     |
| ↗303 000 | ↗307 000 | ↗311 399 | ↗313 000 | ↗316 000 | ↗347 000 | ↘346 000 | ↘345 000 | →345 000 | ↗346 000 | ↗347 000 |
| 1998     | 1999     | 2000     | 2001     | 2002     | 2003     | 2004     | 2005     | 2006     | 2007     | 2008     |
| ↘345 000 | ↘342 400 | ↘339 300 | ↘335 300 | ↘334 751 | ↗334 800 | ↘331 600 | ↘329 500 | ↘329 100 | ↘327 500 | ↘326 900 |
| 2009     | 2010     | 2011     | 2012     | 2013     | 2014     | 2015     | 2016     | 2017     | 2018     | 2019     |
| ↗326 998 | ↘324 698 | ↘324 472 | ↗326 400 | ↗331 351 | ↗334 191 | ↗342 936 | ↘341 986 | ↘341 892 | ↘340 851 | ↘336 726 |
| 2020     | 2021     | 2023     | 2024     | 2025     |          |          |          |          |          |          |
| ↘332 039 | ↗337 058 | ↘333 954 | ↘329 673 | ↘324 989 |          |          |          |          |          |          |

На 1 января 2025 года по численности населения город находился на 58-м месте из 1124 городов Российской Федерации.
Национальный состав

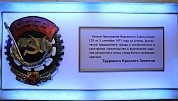
Орден Трудового Красного Знамени

Согласно данным Всероссийской переписи 2010 года, в Калуге постоянно проживает более 70 различных народов и народностей, из которых большинство составляют русские и украинцы.
По итогам переписи населения 2020 года проживали следующие национальности (национальности менее 0,1 % и другое, см. в сноске к строке «Другие»):
| Национальность | Численность, чел. | Доля     |
| -------------- | ----------------- | -------- |
| Русские        | 295 273           | 87,60 %  |
| Армяне         | 4067              | 1,21 %   |
| Узбеки         | 2817              | 0,84 %   |
| Таджики        | 2806              | 0,83 %   |
| Украинцы       | 2696              | 0,80 %   |
| Татары         | 1262              | 0,37 %   |
| Азербайджанцы  | 1044              | 0,31 %   |
| Белорусы       | 643               | 0,19 %   |
| Молдаване      | 516               | 0,15 %   |
| Другие         | 25 934            | 7,70 %   |
| Итого          | 337 058           | 100,00 % |

## Административное устройство

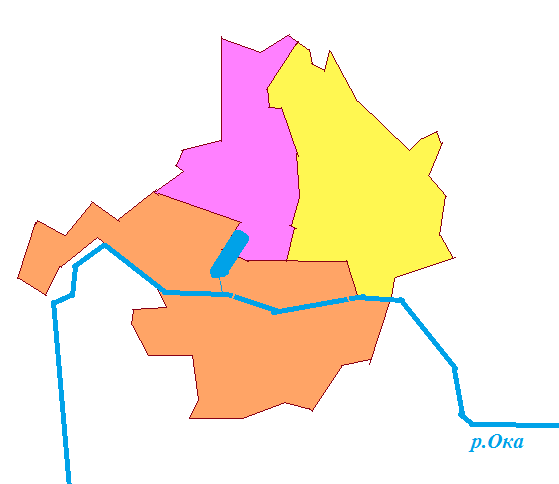
Округа города Калуги
Ленинский
Московский
Октябрьский

В рамках административно-территориального устройства области Калуга является административно-территориальной единицей (городом), не входящей в состав района (городом областного значения), которому подчинены 73 сельских населённых пункта (1 город, 50 деревень, 18 сёл, 2 посёлка, 1 населённый пункт, 2 железнодорожные станции). В рамках муниципального устройства образует муниципальное образование «Город Калуга» со статусом городского округа, в состав которого входят 74 населённых пункта (1 город и 73 сельских населённых пункта).
Территория города Калуги занимает 168,8 км², городского округа — 543,0 км².
Территориальное деление
Территория города разделена на три округа:
- Ленинский (↗114 739[92] чел.),
- Московский (↗101 690[92] чел.),
- Октябрьский (↗109 971[92] чел.).

Округа не имеют статуса самостоятельных административно-территориальных единиц и не являются муниципальными образованиями. До 2012 года они как одноимённые районы города имели статус административно-территориальных единиц в соответствии с Уставом Калуги.
В 2019 году село Новождамирово вошло в черту города.
Микрорайоны, жилые массивы и посёлки в городской черте Калуги (условно выделенные)
- Анненки
- Правобережье (первый микрорайон города Калуги на правом берегу реки Оки)
- «Правград» (новый микрорайон на правом берегу реки Оки)
- «Кошелев-проект» (новый микрорайон на правом берегу реки Оки)
- «Европейский квартал» (новый микрорайон на правом берегу реки Оки)
- «Хороший» (новый микрорайон на правом берегу реки Оки)
- «Веснушки» (новый микрорайон на правом берегу реки Оки)
- Малинники
- Ольговский
- Малиновка (новый жилой квартал на северо-западе города)
- Байконур
- 30-й микрорайон (Кубяка), включая Ермолово
- Северный
- Азарово (микрорайон)
- Терепец
- Чистые ключи (микрорайон с домами малоэтажной постройки; бывшая деревня Азарово)
- «Силикатный» (посёлок, образованный близ калужского кирпичного завода «КЗСМ»)
- Росва (жилой район города близ Индустриального парка «Росва»)
- «Куровское»
- «Колюпаново»
- Середа
- Калуга-2 (отдалённый микрорайон вокруг железнодорожной станции Калуга-2)
- «Спичка»
- Тайфун
- «Тайфуновская слобода» (жилой посёлок)
- Калужский бор (жилые дома на территории Калужского бора)
- Подзавалье
- Черносвитино
- Железняки
- Секиотово
- Район «906-й базы»
- Турынино
- Ждамирово (район города, образованный на месте древних поселений: Ждамирово (Шелудяевка), Хитровка и село Калужка)
- Бушмановка
- «Лампочка»
- Черёмушки
- Микрорайон Хрустальный
- Будаково
- Ромодановские Дворики

## Главы города
- 1991—1994 — Черников, Виталий Алексеевич
- 1994—1996 — Минаков, Анатолий Иванович
- 1997—2001 — Белобровский, Валерий Григорьевич
- 2001—2004 — Иванов, Валерий Владимирович
- 2004—2007 — Акимов, Максим Алексеевич
- 2007—2010 — Любимов, Николай Викторович
- 2010—2013 — Полежаев, Николай Васильевич
- 2013—2015 — Баранов, Константин Викторович
- 2015—2018 — Горобцов, Константин Михайлович
- 2018—2019 — Разумовский, Дмитрий Олегович
- с 23 декабря 2019 года — Денисов, Дмитрий Александрович

## Экономика
Основу экономики города составляют автомобилестроение, машиностроение и металлообработка, пищевая и лёгкая промышленность, электроэнергетика, промышленность строительных материалов.

### Промышленность
Промышленное производство занимает ведущее место в структуре хозяйственного комплекса Калужской области. Город Калуга характеризуется функциями областного центра с наиболее высоким в области промышленным потенциалом. Доля города в объёме отгруженной продукции Калужской области занимает лидирующие позиции, удельный вес в области составил 60,65 %.

Основные «субъекты развития» территории на данном этапе — это новые предприятия с участием иностранного капитала и старопромышленные предприятия, интегрированные с государственными корпорациями или работающие по госзаказу.— О Стратегии социально-экономического развития Калужской области до 2030 года (с изменениями на 12 февраля 2016 года)
В советский период до 90 % промышленных предприятий Калуги работали на оборонную промышленность, поставляя высокотехнологичное оборудование и высокоточные изделия для бронетанковых войск, войск ПВО, военно-космических и Военно-морских сил СССР.
В структуре общего объёма валовой продукции промышленности города Калуги занимает:
46 % продукция машиностроения,
35 % — продукция пищевой промышленности,
13 % — энергетики и
1,5 % — лёгкой промышленности.
Объём отгруженных товаров собственного производства, выполненных работ и услуг собственными силами по видам деятельности (по крупным и средним предприятиям Калуги) за 2009 год составил 70,43 млрд руб.
По состоянию на начало 2015 года зарегистрированы и работают:
- АО «Калугапутьмаш»;
- Калужский завод транспортного машиностроения (Калугатрансмаш);
- Калужский завод «Ремпутьмаш»;
- Калужский завод автомобильного электрооборудования («КЗАЭ»);
- Калужский электромеханический завод;
- Калужский завод телеграфной аппаратуры;
- АО «Калугаприбор»;
- АО Алгонт;
- АО «КНИИТМУ»;
- Калужский турбинный завод, входит в ПАО «Силовые машины»;
- АО «Тайфун»;
- ПАО «Калужский двигатель» (ПАО «КАДВИ»);
- АО «Восход» — Калужский радиоламповый завод;
- Калужский завод «КВТ»;
- Калужский завод ООО «Автоприбормаш»;
- Промышленные предприятия Группы компаний «Эликор»;
- Завод «АВА Гидросистемы»;
- ОАО «Калужский опытно-экспериментальный завод»;
- Завод литейного производства ООО «Литформ-ЛТД»;
- Калужский механический завод № 35;
- Опытно-экспериментальный завод «Орггидромаш»;
- Калужский завод электронных изделий (АО «Автоэлектроника»);
- ООО «НПП Автоэлектроника-Элкар» (ООО «НПП АВТЭЛ») — предприятие по производству электронных систем управления топливоподачей и зажиганием двигателей внутреннего сгорания;
- ЗАО «Вольво Восток» (Калуга) — сборка грузовых платформ и тягачей Volvo, производство кабин грузовых автомобилей;
- ЗАО «САБМиллер РУС» (SABMiller RUS) — пивоваренная компания, работающая на российском рынке с 1998 года;
- Калужский хлебокомбинат — работает с 1936 года
- модульные системы.
- автомобильный завод компании «Volkswagen»;
- предприятие «Магна Технопласт», пластмассовые и металлические автокомпоненты;
- завод «Бентелер аутомотив» («Бентелер»);
- завод «Visteon Калуга»[97], компоненты для автомобилей завода «Volkswagen»;
- завод «ЯПП Рус Автомобильные Системы», производящий пластмассовые компоненты для автомобильной промышленности;
- НИИ ФГУП «Калужский научно-исследовательский институт телемеханических устройств»;
- Калужская ТЭЦ (запущена в эксплуатацию в 1948 году)
- НПО «ЭРГА»

Также, по состоянию на 01.01.2015 в муниципальном образовании «Город Калуга» фактически действовало 4280 малых и 54 средних предприятий.

### Торговля
Торговые центры:
- ТРК «Калуга 21 век»;
- ТРЦ «Торговый квартал»;
- ТСЦ «Белый дом»;
- «Европейский»;
- «Калужский»;
- «Сити»;
- ТЦ «Московский»;
- ТЦ «Семейный»;
- ТРЦ «РИО»;
- ТЦ «Новый торг»;
- ТЦ «Новый дом»;
- ТЦ «Звёздный»;
- ТЦ «Гагаринский»;
- ТЦ «Орион»;
- ТРЦ «МИКС».

Бизнес центры: БЦ «Гагаринский»; БЦ «Московский»; БЦ «Аврора»; IT-Центр.
Супермаркеты федеральных и местных сетей:
- «Пятёрочка»;
- «Перекрёсток»;
- «Auchan» формата «Atac» французской компании Groupe Auchan SA.;
- «Магнит» (сеть универсамов);
- «Магнит-Косметик» (сеть магазинов косметики и парфюмерии);
- «Дикси»;
- «220 Вольт (компания)»;
- также «Верный»; «Да!»; «Чистюля»; «Сатурн».

Гипермаркеты:
- «Офисмаг»;
- «Линия»;
- «METRO Cash & Carry»;
- «Лента»;
- «Аксон» (строительный);
- «Леруа Мерлен»;
- «Глобус»;
- «Русские гвозди» (строительный)

Рынки
- Городской рынок «Калуга» на улице Грабцевское шоссе;
- Рынок «Ярмарка на Герцена»;
- Мини-рынок «Спартак»;
- Мини-рынки в 30-м микрорайоне;
- Мини-рынок «Черёмушки»;
- Мини-рынок (торговые ряды) на улице Луначарского рядом с разворотным кругом (конечной остановкой) троллейбусных маршрутов № 5 и № 12;
- Мини-рынок в посёлке Северный;

Основным рынком Калуги в течение многих лет был Центральный (колхозный) рынок. 31 марта 2017 года он был полностью закрыт, на месте его открытой части 7 ноября 2017 года разбит городской парк. Здание крытого рынка предлагалось использовать в качестве катка, аквапарка, детского центра и терм. Однако в марте 2019 года губернатор Калужской области Анатолий Артамонов объявил, что на его месте будет новый Театр юного зрителя.

## Транспорт

### Автомобильные дороги и магистрали

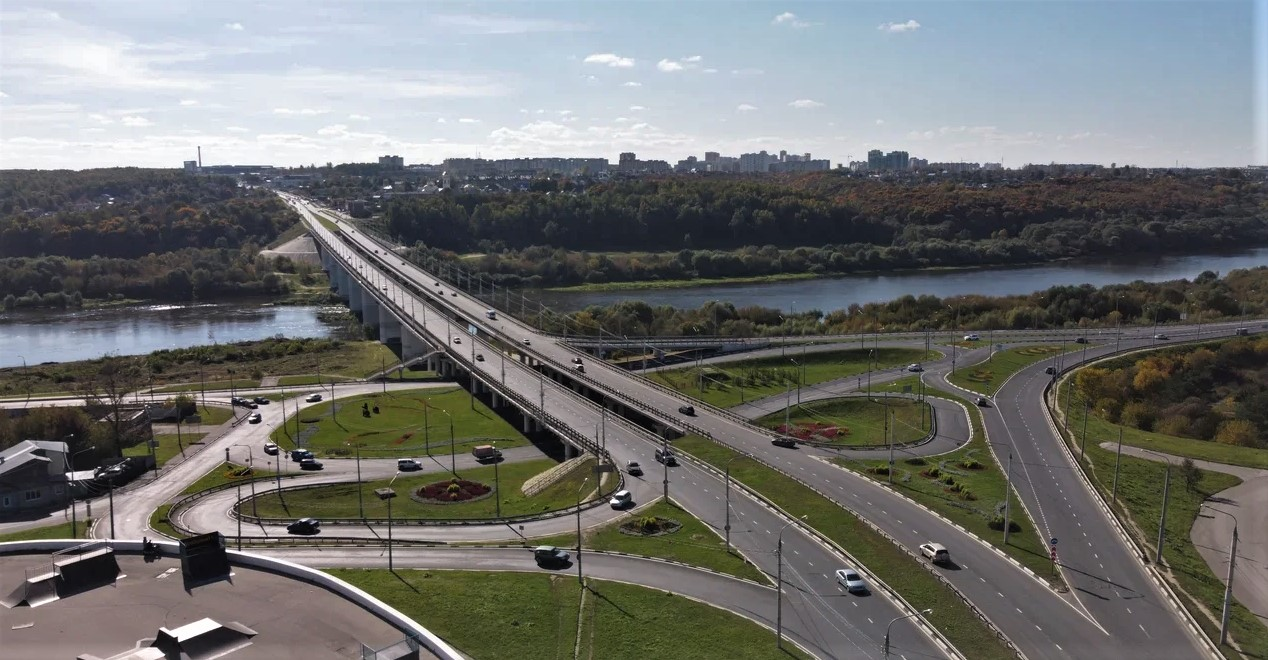
Мост через реку Оку. Вид на Правый берег с высоты птичьего полета с ул. Гагарина

Калуга — крупный транспортный узел в Центральном федеральном округе. В городе территориально расположено межрегиональное Управление автомагистрали Москва — Бобруйск. Из Калуги по автодорогам можно добраться кратчайшим путём до Москвы, Можайска, Вязьмы, Смоленска, Брянска, Орла, Тулы, Серпухова, городов и посёлков Калужской области.
В границах Городского округа проходят автодороги и магистрали регионального и федерального значения:
- М3 «Украина» E 101 — автодорога «Украина»;
- P92 автодорога P 92
- P93 автодорога P 93
- P132 автодорога P 132

В декабре 2018 года состоялось открытие «Южного обхода» Калуги в составе четырёх транспортных развязок (21 км) и моста через реку Оку (650 м). Этот участок объездной дороги позволил снизить поток транзитного транспорта через город и разгрузить город от большегрузного транспорта.
16 сентября 2022 года была открыта ещё одна автомобильная дорога — Северный обход Калуги, который позволяет транзитному автотранспорту совершать обход Калуги с севера, на участке Анненки-Жерело. На всем протяжении обход длиной 21,7 км имеет четыре полосы движения шириной 3,75 метра. В рамках строительства дороги возведены 4 многоуровневые транспортные развязки, 3 моста, 7 путепроводов. Северный обход соединяется с Южным и связывает между собой три федеральные трассы: Р-132 «Золотое кольцо», Р-92 «Калуга-Орел» и М-3 «Украина».

### Железнодорожный транспорт
В черте города расположены четыре пассажирские железнодорожные станции: Калуга I, Калуга — Сергиев Скит (бывш. Калуга-II), Азарово и ст. Перспективная.
Пассажирская железнодорожная станция и вокзал Калуга I были открыты в 1874 году на Ряжско-Вяземском направлении железных дорог Российской империи. Вокзальный комплекс находится в центре города и является основной пассажирской транспортной развязкой города.

### Аэропорт
«Международный аэропорт Калуга» (KLF) официально открыт после реконструкции 25 мая 2015 года. Построен на месте бывшего аэропорта «Грабцево», эксплуатировавшегося с 1970 по 2001 год. Международный аэропорт «Калуга» относится к аэропортам класса B и способен принимать самолёты типа А319 и Боинг 737.
6 июня 2015 года аэропорт Калуги приступил к регулярным полётам, а уже 18 августа получил статус международного. 4 сентября 2015 года АО «Международный аэропорт Калуга» впервые принял международный рейс. В Калуге совершил посадку самолёт Dassault Falcon 7х, прибывший по маршруту Брауншвейг (Германия) — Калуга. На борту находились члены Совета директоров концерна Volkswagen, прибывшие в Калугу с официальным визитом по поводу открытия в Калужской области завода по производству двигателей для легковых автомобилей.
В настоящий момент маршрутная сеть аэропорта включает в себя 17 направлений: 12 внутрироссийских и 5 международных. 29 сентября 2021 года открыто новое направление — прямой рейс в Египет (Шарм-эль-Шейх).
С 4 ноября 2021 года налажено регулярное авиасообщение с Минском.
8 июня 2021 года аэропорт Калуга, впервые в своей истории, за одни сутки обслужил 18 пассажирских коммерческих рейсов. Полёты выполнялись по десяти направлениям, в том числе двум международным.
В конце сентября 2021 года в зале вылета международного терминала открылся магазин беспошлинной торговли «Duty Free» площадью 60 м².
- См. также: Расписание пассажирских авиарейсов на официальном сайте аэропорта

### Общественный транспорт

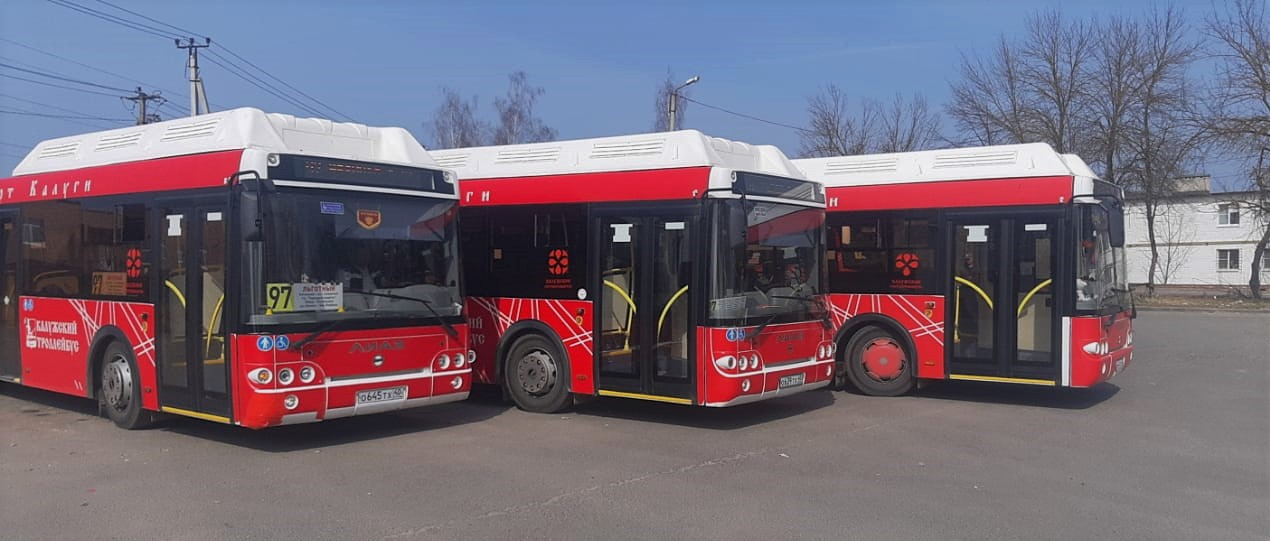
Общественный транспорт Калуги

По состоянию на конец мая 2022 в городе действует 77 муниципальных маршрутов, из которых 66 автобусные и 11 — троллейбусные. Весь общественный транспорт Калуги оснащён терминалами, с помощью которых можно оплатить проезд пластиковой картой или персональным электронным гаджетом с функцией «pay».

#### Троллейбус
Троллейбусное сообщение в городе запущено 30 марта 1956 года. МУП «ГЭТ „УКТ“ г. Калуги» является единственным предприятием, осуществляющим пассажирские перевозки городским электротранспортом. Также предприятие обслуживает и автобусные маршруты.

#### Автобусы и маршрутное такси
В настоящее время парк автобусов и маршрутных такси в Калуге постоянно обновляется. На линиях работают комфортабельные автобусы: ЛиАЗ-5292, ПАЗ Citymax 9, Mercedes-Benz Sprinter, Peugeot Boxer, Citroën, Ford Transit, ГАЗель NEXT Citiline, ПАЗ-32054 (32053), ПАЗ-320405-04 «Вектор Next» собранные на заводах в России. Линии автобусных маршрутов обслуживаются преимущественно частными перевозчиками, которые допускаются к перевозке пассажиров на основании специальных конкурсов и тендеров, проводимых Городской Управой.
Межрегиональное автобусное сообщение с городами соседних областей и столицей России, пригородное — с городами и населёнными пунктами Калужской области осуществляется комфортабельными автобусами частных и муниципальных предприятий из разных городов России по специальным межрегиональным соглашениям. Автовокзал расположен в одном здании с железнодорожным вокзалом станции Калуга I.
Для повышения качества транспортного обслуживания населения на территории Калуги обновлён подвижной состав общественного транспорта. В 2020 году стали осуществлять перевозки пассажиров 60 новых автобусов, которые используются на 9 маршрутах Северного направления. Движение транспорта осуществляется по расписанию. Его интервал на северном направлении в среднем составляет 3-7 минут, в межпиковое и вечернее время — 10—20 минут. Льготные категории граждан могут воспользоваться правом льготного проезда на любом автобусе. Новые автобусы оборудованы системой видеонаблюдения.

## Связь
Основная доля рынка местной проводной телефонной связи и широкополосного доступа в Интернет принадлежит компании «Ростелеком».
Операторы сотовой связи представлены компаниями: МТС, МегаФон, Билайн, Tele2, Ростелеком, Yota и Тинькофф мобайл.
Доступ в Интернет обеспечивают более десятка компаний. Помимо операторов проводной телефонной и сотовой связи к их числу относятся ТТК, «Макснет», «HiNet», Ярнет и другие.
Во множестве торговых центров, учебных заведений, на площадях и в салонах общественного транспорта функционируют бесплатные Wi-Fi хот-споты. ТТК также предоставляет доступ в интернет через электросеть общего пользования.

## Культура и искусство

### Библиотеки
- «Калужская областная научная библиотека им. В. Г. Белинского»;
- «Калужская областная детская библиотека»;
- «Областная специальная библиотека для слепых им. Н.Островского».

В городе создана и функционирует Централизованная библиотечная система Калуги. В её состав входят:
- Центральная библиотека имени Гоголя,
- Центральная детская библиотека имени Аркадия Гайдара,
- 13 городских, 4 детских и 3 сельских библиотек-филиалов.

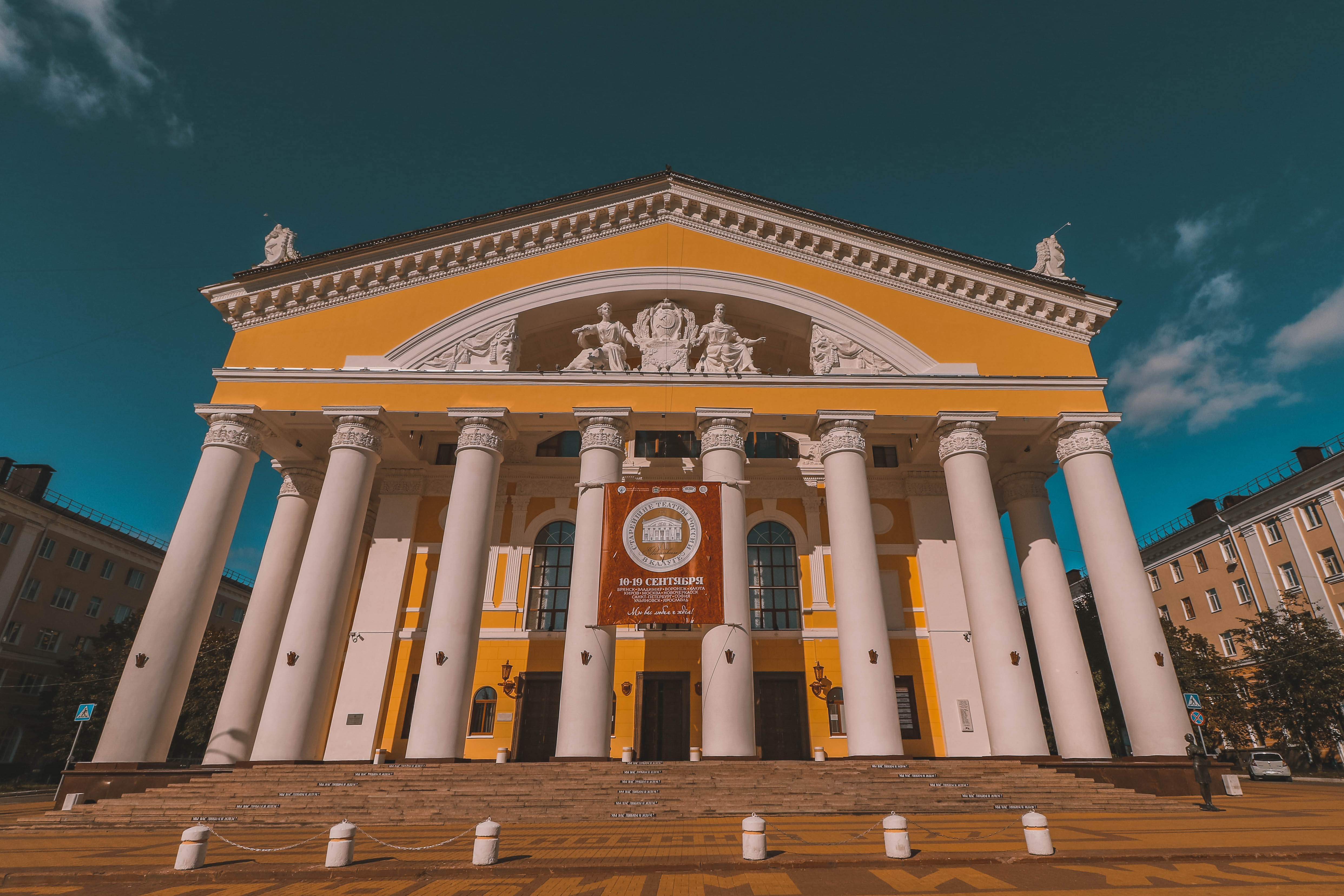
Калужский областной драматический театр. Сентябрь 2021 года

### Театры
- Калужский областной драматический театр — один из старейших драматических театров России. Открыт 19 января 1777 года.
- Калужский областной театр юного зрителя (ТЮЗ);
- Калужский театр кукол;

### Музеи
- Государственный музей истории космонавтики имени К. Э. Циолковского;
  - Дом-музей К. Э. Циолковского;
  - Дом-музей А. Л. Чижевского;
  - Калужский планетарий;
- Калужский объединённый музей-заповедник;
  - Музейно-краеведческий комплекс «Усадьба Золотарёвых»;
  - Музейно-краеведческий центр «Палаты Коробовых»;
  - Дом И. Г. Билибина;
  - Музейно-краеведческий центр «Дом Г. С. Батенькова»;
  - Военно-исторический центр «Маршал Победы — Г. К. Жуков»[114].
- Калужский музей изобразительных искусств;
  - Музей стекла Алексея Зеля
  - Картинная галерея Людмилы Климентовской;
- «Дом мастеров»;
- Музей ремесла, архитектуры и быта;
- Музей кукол «Берегиня»;
- Музей полиции в здании Управления МВД по Калужской области на улице Суворова;
- Музей истории ГАИ — Управления ГИБДД УМВД России по Калужской области;
- Калужский минералогический музей[115];
- Музей памяти локальных войн и военных конфликтов[116];

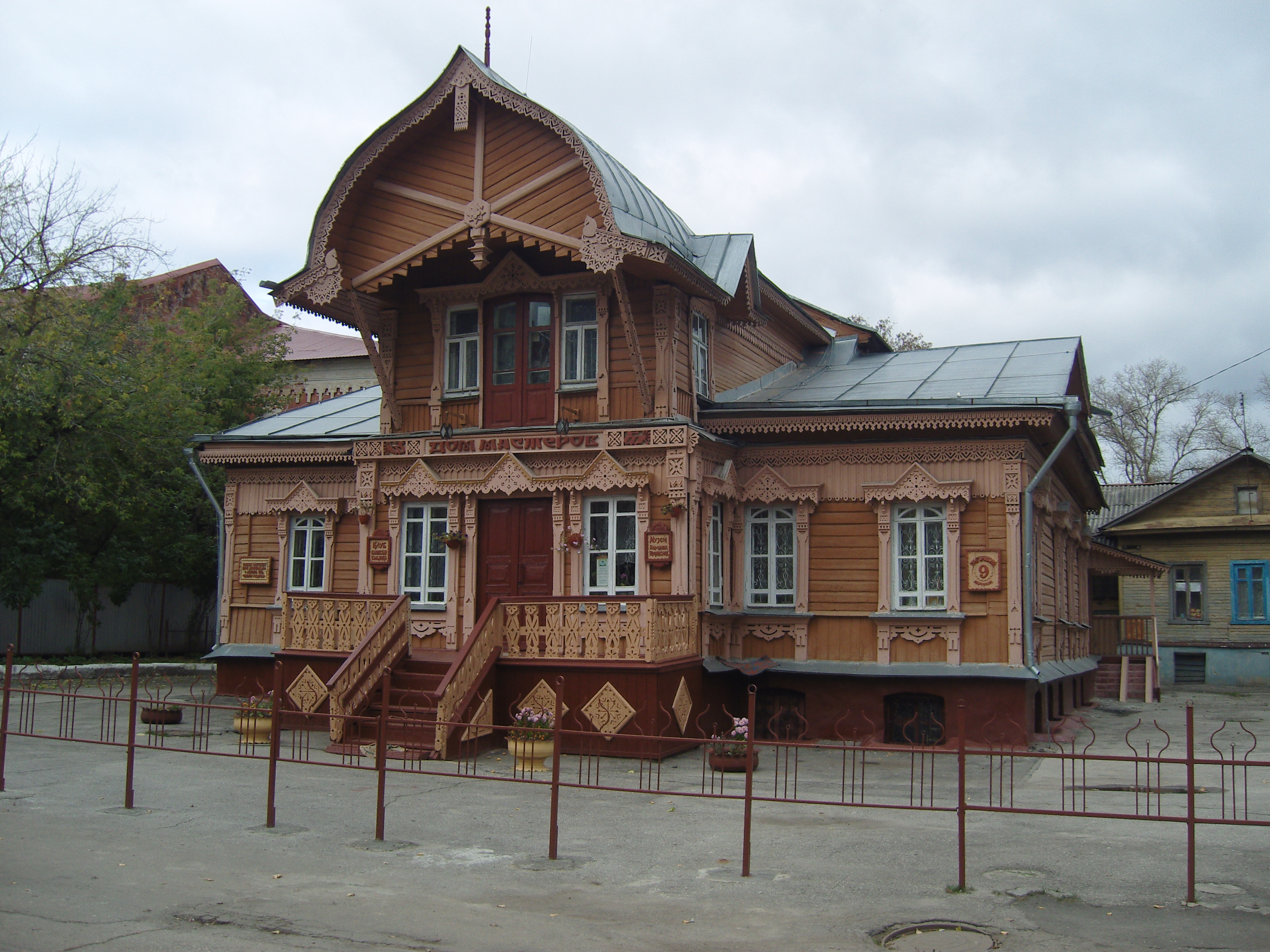
Музей народного искусства «Дом мастеров»
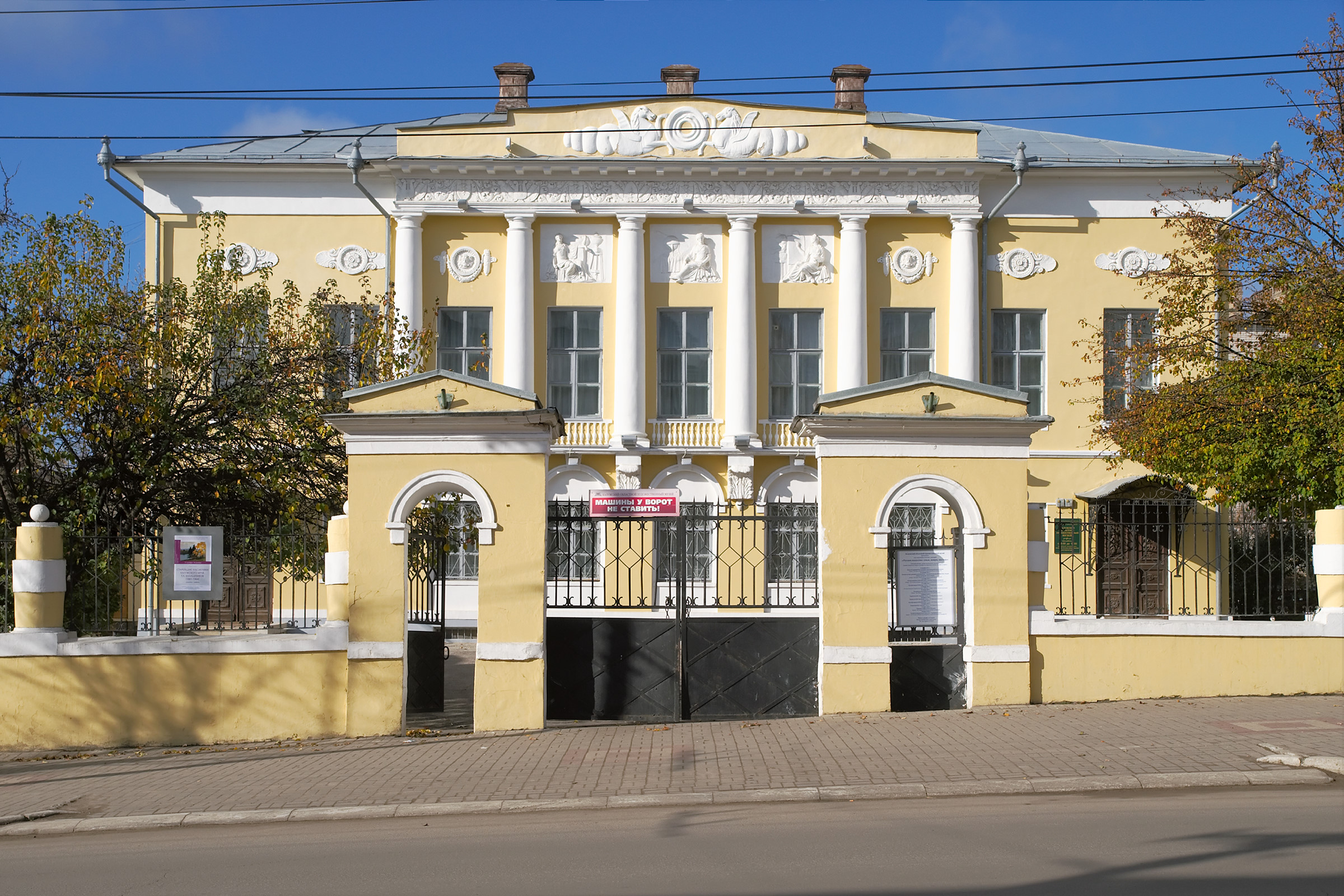
Калужский музей изобразительных искусств
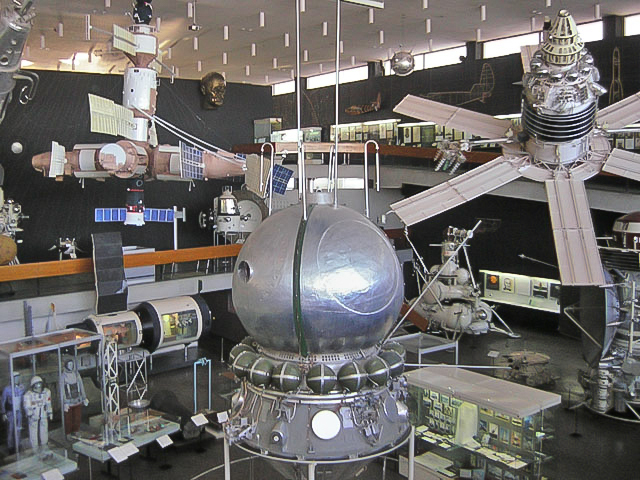
Экспозиция музея космонавтики
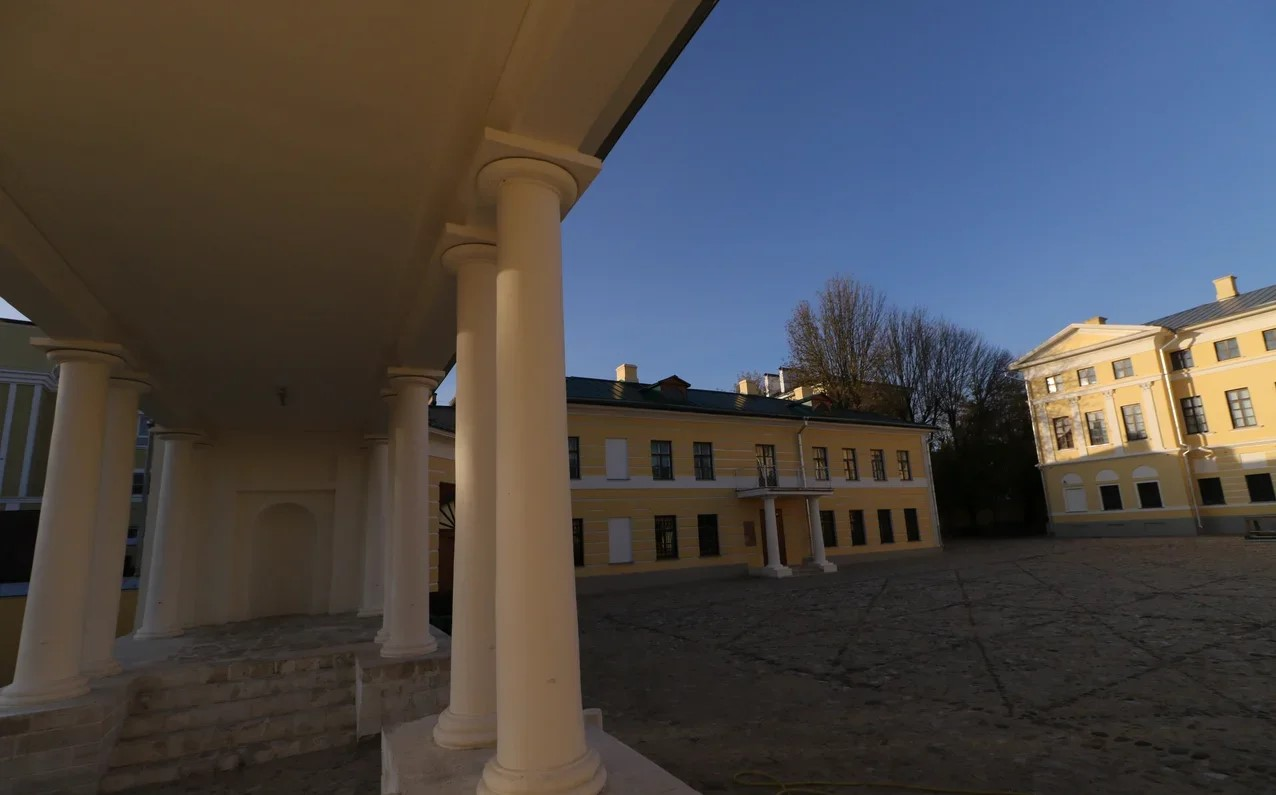
Музейно-краеведческий комплекс «Усадьба Золотарёвых»

### Учреждения культуры
Галереи и выставочные центры:
- «Информационно-образовательный и выставочный центр Калужского музея изобразительных искусств»[117]
- «Выставочный зал дома художника»[118] — центральный выставочный зал Калужского отделения Союза художников России
- Калужский инновационный культурный центр

Театрально-зрелищные учреждения и концертные залы:
- Концертный зал Калужского областного музыкального училища имени С. И. Танеева
- Государственное учреждение культуры «Калужская областная филармония»
- МБУК «Калужский дом музыки»[119]

Культурно-досуговые учреждения:
- ГБУК КО «Инновационный культурный центр»[120]
- МБУК «Культурно-досуговое объединение»[121]. В его состав входят: 5 городских Домов культуры (Азаровский ДК, КДЦ «Турынино», ДК «Дубрава», ДК «Силикатный», ДК «Калуга-2») и 12 сельских (Шопинский СДК, Колюпановский СКДЦ, Росвянский СДК, Горенский СК, Андреевский СК, Крутицкий СК, СДК п. Мирный, Плетенвский СДК, Муратовский СКДЦ, Новоильинский СДК, Канищевский СКДЦ, Обуховский СДК).
- МБУК «Городской досуговый центр»[122]. Филиалами МБУК «ГДЦ» являются ДК «Малинники», «Дом мастеров», Картинная галерея Заслуженного художника РФ Л. А. Климентовской.
- ДК «Арена Калужского турбинного завода»

### Досуговые учреждения
Кинотеатры:
- «Центральный»
- «Синема Стар XXI век»
- «Синема Стар Рио»
- «АрлеКино»
- ДК «Малинники» (модернизированный кинозал с 3D оборудованием)

Клубы:
Клубная культура в её современном понимании начала зарождаться в Калуге в самом начале 1990-х годов. В настоящее время клубную и развлекательную жизнь города представляют множество заведений различной направленности и различных по размеру — от больших клубов до небольших тематических квартир.

### Образование
Муниципальная система образования города включает в себя 109 образовательных организаций: 48 муниципальных общеобразовательных учреждений, 58 муниципальных дошкольных образовательных учреждений и 3 учреждения дополнительного образования (детско-юношеский центр космического образования «Галактика», центр развития творчества детей и юношества «Созвездие» и детский оздоровительно-образовательный центр «Белка»).
В городе расположены несколько высших учебных заведения с большой историей, а также вузы, возникшие в конце 1990-х годов. Кроме этого, имеются муниципальные школы общего образования, специальные учебные заведения. Получить среднее специальное образование в Калуге можно в многочисленных техникумах и колледжах, которые готовят механиков, строителей, представителей других профессий. В Калуге значительное место отведено высшим учебным заведениям, наиболее популярными из которых являются:
- Калужский государственный университет имени К. Э. Циолковского,
- Калужский филиал МГТУ им. Баумана,
- Калужский филиал Финансового университета при правительстве РФ,
- Калужский филиал Московского гуманитарно-экономического университета,[123]
- Калужский филиал Российской академии народного хозяйства и государственной службы при Президенте РФ (КФ РАНХиГС; ранее КФ СЗАГС)

Образовательные учреждения в сфере культуры и искусства:
- Калужский областной колледж культуры и искусств[124]
- Калужский областной музыкальный колледж им. С. И. Танеева[125]
- Муниципальные детские школы искусств: в Калуге работает 9 ДШИ, из которых одна — МБОУДО «ДХШ г. Калуги» — художественная и 8 школ искусств с различными направлениями обучения по предпрофессиональным и общеобразовательным программам в сфере искусств.

Негосударственные общеобразовательные учреждения:
- АНО СОШ «Школа на Воскресенской»
- НОЧУ СОШ «Радуга»
- ЧОУ «Православная гимназия в г. Калуге»

### Спорт
Калуга — город с давними спортивными традициями и активно развивающимся профессиональным спортом. Развитие спорта в Калуге курирует управление физической культуры, спорта и молодёжной политики Калуги.
Футбол
В Калуге действуют футбольный клуб «Калуга». Футбольный клуб играет во Втором дивизионе российского футбола, зона «Центр».
С 1990 по 1999 год в Калуге существовал женский футбольный клуб «Калужанка», который на Чемпионате России по футболу среди женщин в 1994 году стал бронзовым призёром. В 1999 году команда была расформирована в связи с недостаточным финансированием.
Волейбол
До конца 2017 года в Калуге действовал волейбольный клуб «Ока». На период 2017—2018 года волейбол в Калуге представляют спортивные школы, студенческие команды.
Кикбоксинг
Воспитанница калужской СДЮСШОР «Вымпел» Ксения Мирошниченко в 2013 году стала вице-чемпионкой мира по кикбоксингу.
В октябре 2014 года на Чемпионате России по кикбоксингу Ксения стала лучшей в своей весовой категории до 65 кг среди 120 лучших бойцов России из 20 регионов, завоевав «золото» и став чемпионкой России по кикбоксингу.
В июне 2015 года на соревнованиях Кубка мира по кикбоксингу (фулл-контакт) итальянском городе Римини, в которых приняли участие около 300 спортсменов из 25 стран, воспитанница известного тренера школы СДЮСШОР «Вымпел» Виктора Николаевича Прохорова, мастер спорта международного класса, неоднократный победитель и призёр крупнейших мировых соревнований Ксения Мирошниченко завоевала «серебро» в весовой категории до 65 кг.
Плавание
- Станислав Лопухов — российский пловец. Заслуженный мастер спорта России. Серебряный призёр Олимпийских игр 1996 года в комбинированной эстафете 4×100 м, победитель Всемирной универсиады, победитель этапов Кубка мира, призёр чемпионатов мира, рекордсмен Европы в эстафете по плаванию. На 2012 года проживает в городе Обнинске Калужской области, является директором Дворца спорта «Олимп» и Обнинской детско-юношеской спортивной школы. Родился в Калуге. Воспитанник областной специализированной ДЮСШ олимпийского резерва (ОСДЮСШОР) «Юность») в городе Калуге.

Конькобежный спорт
- Анна Чернова — российская конькобежка, специализируется на средних и длинных дистанциях. Участница Олимпийских игр в Сочи 2014, этапов Кубка мира с 2012 года. Бронзовый призёр Чемпионата мира среди юниоров в командной гонке. Многократный призёр этапов Кубка мира среди юниоров. Мастер спорта России по конькобежному спорту. В составе сборной России с 2007 года. Спортивный клуб — ДЮСШ «Труд» (Калуга). Анна Чернова начинала заниматься конькобежным спортом в родной Калуге в 2003 году. Получила образование в КГПУ имени К. Э. Циолковского.

Лыжный спорт
- Калужский спортсмен Валерий Кобелев был участником трёх зимних Олимпийских игр — 1994 года в Лиллехамере (лыжное двоеборье), 1998 года в Нагано (прыжки с трамплина), 2002 года в Солт-Лейк-Сити (прыжки с трамплина). Многократный участник Кубка мира по прыжкам с трамплина.

Фехтование
МБОУ ДОД СДЮСШОР (спортивная школа) «Фехтование» — единственная спортивная школа по фехтованию в г. Калуге и Калужской области. В 33 группах обучается около 500 спортсменов. К числу известных воспитанников относятся:
- Светлана Кормилицына — мастер спорта международного класса, двукратная чемпионка мира в составе команды России (США, 2004 год, Франция, 2010 год), чемпионка Европы в составе команды России (Дания, 2004 год), чемпионка Европы (Германия, 2010 год), чемпионка Всемирных военных игр (Южная Корея, 2015 год).
- Екатерина Федоркина — заслуженный мастер спорта России. Чемпионка Европы (Венгрия, 2005 год), (Бельгия, 2007 год), чемпионка мира в составе команды России в (США, 2004 год).

Шашки
Шашечная школа Калуги — одна из сильнейших в России и ранее — в СССР. В СДЮШОР «Шашки русские» города Калуги воспитаны международные гроссмейстеры:
- Маргарита Жукова — мастер спорта международного класса. Чемпионка Мира (Лиссабон, 2002 год; США, 2004 год).
- Юлия Кузина — (международный гроссмейстер — 2008 год);
- Юлия Мосалова (международный гроссмейстер — 2005 год, гроссмейстер России — 2005, 2006 годы).

Парашютный спорт
Клуб парашютного спорта Калуги занимается обучением классическому виду парашютного спорта (точность приземления и индивидуальные акробатические прыжки с парашютом) на безвозмездной основе.

#### Спортивные сооружения и объекты
Спортивные сооружения, действующие в городе:
- стадион «Арена Анненки» в микрорайоне Анненки,
- стадион в сквере имени космонавта В. Н. Волкова[134],
- ледовая арена «Космос»,
- спортивный комплекс и стадион «Труд»,
- горнолыжная трасса в спортивно-развлекательном комплексе «Квань»,
- вейк-станция «Гагарин»,
- «ВоКлуб» (вейк- и скейтбординг) на территории Яченского водохранилища,
- скейт-площадка для катания на скейтбордах, роликовых коньках и велосипедах (рядом с монументом 600-летия Калуги),
- клуб картинга (на улице Поселковая),
- лыжно-роллерная трасса в ДЮСШ «Орлёнок»,
- также несколько бассейнов и другие объекты.

Функционирует целый ряд детско-юношеских спортивных школ, спортивных клубов, а также множество спортивных секций при образовательных учреждениях.
В Калуге во время участия в Чемпионате мира по футболу 2018 года размещалась сборная Сенегала. Для обеспечения её подготовки в городе были построены две тренировочные базы: «Спутник» (расположена на Тульском шоссе) и «Орбита» (расположена на улице Грабцевское шоссе), которые после окончания турнира предполагается использовать для подготовки молодых футболистов, а также в качестве тренировочной базы футбольного клуба «Калуга».

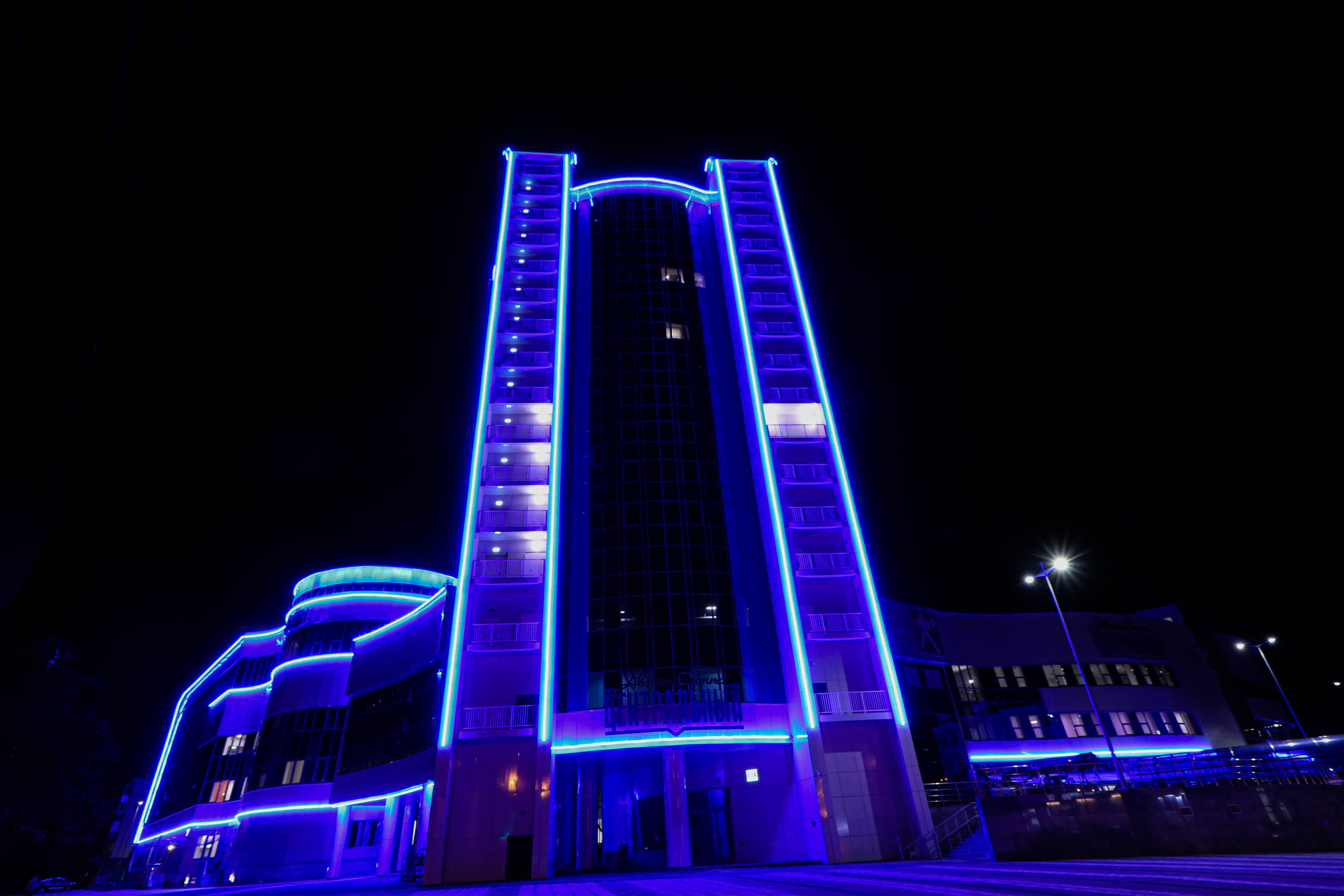
Дворец спорта «Центральный» в ночное время

На улице Ленина с 1926 года и до 2017 года находился стадион «Центральный», неоднократно менявший своё название. В 2017 году он был снесён, а на его месте построен Дворец спорта.
Дворец спорта «Центральный» — спортивный комплекс в Калуге с большой единовременной пропускной способностью. Комплекс включает ледовую арену, зону плавания, универсальный спортивный зал с паркетным покрытием. Также непосредственно в здании Дворца спорта расположены гостиница, конференц-зал и класс для теоретических занятий. Дворец спорта построен в рамках федерального проекта «Спорт — норма жизни», национального проекта «Демография». Открытие Дворца спорта состоялось 27 августа 2021. В открытии приняли участие олимпийский чемпион, шестикратный чемпион мира, семикратный чемпион Европы Владимир Мышкин и олимпийская чемпионка по фигурному катанию Аделина Сотникова.

### Средства массовой информации
Информационные агентства:
- Информационное агентство «Калуга»
- Информационное агентство «Калужские новости»

#### Пресса
Газеты: «Весть», «Знамя», «Калужский перекрёсток», «Калужская неделя», «Добрыня. Калуга», «Калужские губернские ведомости», «Ва-банкъ».
Журналы: «Жить Хорошо», «Православный христианин», «Калужский градостроитель», «Губерния 40», еженедельник «Телесемь Калуга».

#### Телевидение

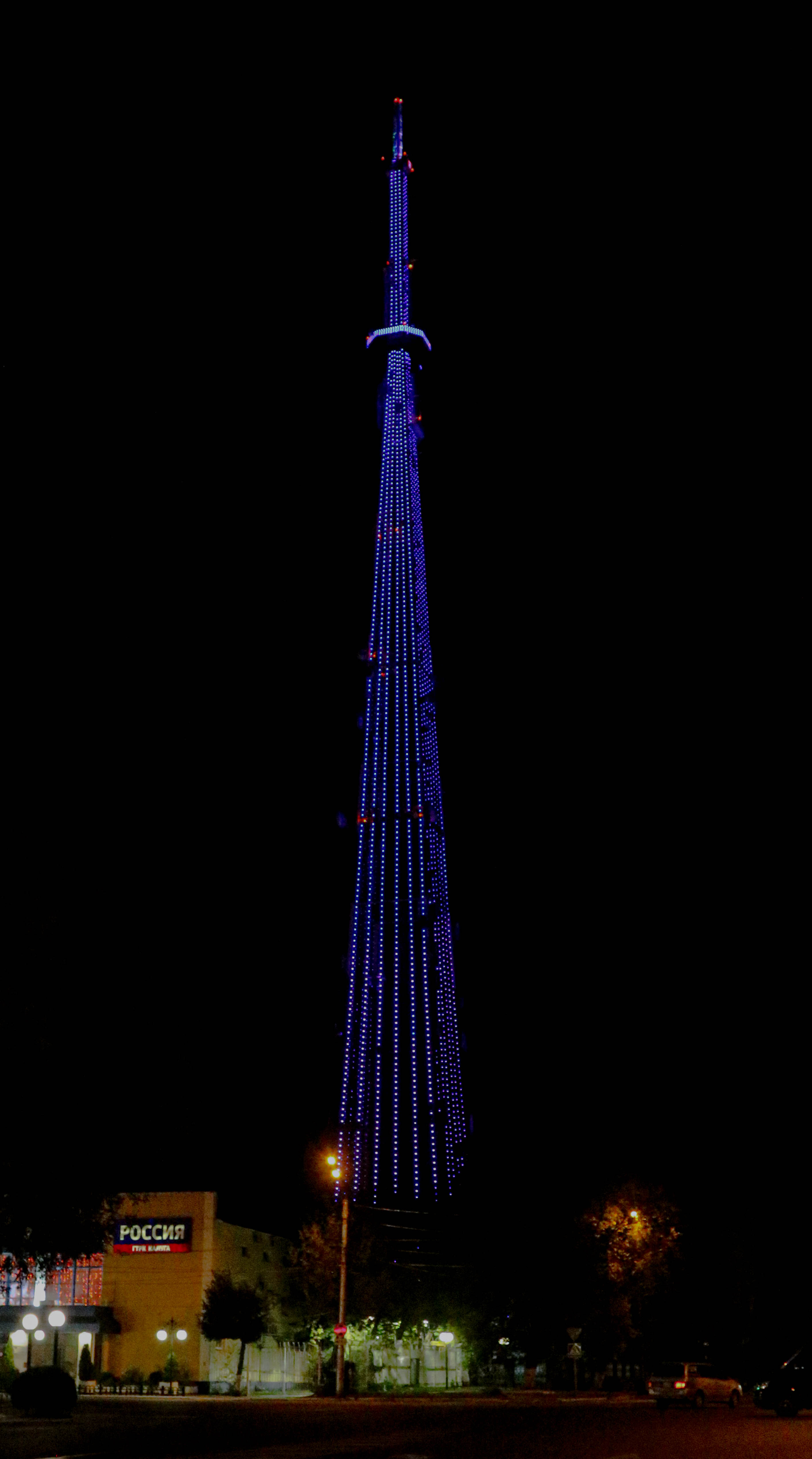
Архитектурно-художественная подсветка телевизионной башни. Сентябрь 2021 года

C 14 ноября 2013 года на территории города Калуги, наряду с другими районами Калужской области, доступен приём двух пакетов (мультиплексов) бесплатного цифрового эфирного телевидения в стандарте DVB-T2:
- РТРС-1. Архивировано из оригинала 3 декабря 2015 года.;
- РТРС-2. Архивировано из оригинала 1 декабря 2015 года..

В городе широко развита сеть кабельного телевидения. Учитывая географическое положение города, любой желающий может принимать сигнал подавляющего большинства каналов спутникового телевидения, имея соответствующее оборудование, доступное в многочисленных точках продаж.
27 августа в Калуге состоялся торжественный запуск архитектурно-художественной подсветки телевизионной башни. Подсветка телевышки запущена ФГУП РТРС ко Дню празднования 650-летия города, к 90-летию начала телевещания в России, которое отмечается 1 октября 2021 года, и к 20-летию компании РТРС.
В новом художественном оформлении башни использованы новейшие технологии светотехнического оборудования и современные методы иллюминационного оформления. По всей её высоте смонтированы 7770 светильников, а также светодиодные прожекторы заливного света. Предусматривается четыре режима работы архитектурного освещения — вечерний, ночной, праздничный и свободный. На участке башни от 58 до 76 метров также разместили круговой «Медиаэкран».
Ведущие российские операторы связи предлагают жителям города исчерпывающий перечень телевизионных пакетов интернет-телевидения, в том числе и высокого качества (HD).
Калужская телерадиовещательная компания «Ника» транслирует свои передачи через систему спутникового телевидения. Принимать сигнал и смотреть передачи телеканала возможно во многих регионах России, странах Западной и Восточной Европы, Балтии и СНГ.

#### Радиовещание
В городе осуществляют эфирное радиовещание большинство радиостанций России. В городе имеется и своя проводная радиосеть (Городское радио, радио «Маяк», а также "Ока — ГТРК «Калуга»/ Радио Элекс). Доступен приём большинства станций спутникового и интернет-радио. В Калуге работают собственные радиостанции «Ника FM» и «Радио 40».

#### Информационные интернет-ресурсы
- Городской портал Калуги KP40.ru;
- Городской информационный портал «Kaluga-poisk.ru»;
- Калужский областной спортивный портал «kalugasport.ru»;
- «Комсомольская правда» в Калуге «kaluga.kp.ru»;
- Проект «Kaluga24.tv»;
- Представительство «Московского комсомольца» в Калуге «МК Калуга»;
- Портал недвижимости «КалугаХаус»;
- Представительство «Аргументов и Фактов» в Калуге «Аиф-Калуга».

### Фестивали
С 1998 года в Калуге проводится ежегодный международный фестиваль «Мир гитары», в котором принимают участие известные гитаристы мира, приезжающие в Калугу специально на фестиваль.
28 августа 2021 года Калуга отметила 650-летний юбилей. При этом различные мероприятия в городе проходили на протяжении всего 2021 года.

#### День города
День города Калуги — ежегодный общегородской праздник. Начиная с 2009 года отмечается в последнюю субботу августа. В этот день по всему городу проходят праздничные мероприятия: концерты, выставки, развлекательные программы для детей и взрослых, конкурсы. По cложившейся традиции в день города проводится ежегодный городской карнавал, сопровождаемый шествием по городу и парад-шествие детских колясок. Празднование дня города завершается праздничными фейерверками во всех районах города.
С 1987 года по 2008 год включительно День города Калуги отмечался во второе воскресенье сентября. Решение о переносе праздника с начала сентября на конец августа было принято Городской думой Калуги в марте 2009 года. В 2015 году, по инициативе Митрополита Калужского и Боровского, Климента, праздник прошёл 22 августа и был приурочен к дню памяти покровителя Калуги — Святого Лаврентия.

## Религия
Конфессиональный состав: православные, католики, мусульмане, иудеи, протестанты, старообрядцы и др. Крупнейшая религиозная конфессия города — православные христиане.
Действующие православные приходы Калуги относятся к 5-му и 11-му церковному округу (благочинию) города Калуги Калужской и Боровской епархии Русской православной церкви Московского патриархата. Калуга — Епархиальный центр (РПЦ) с 16 октября 1799 года (см. Калужская епархия). С 20 июля 1990 года правящий архиерей Калужской и Боровской епархии — митрополит Климент (Капалин).
До революции 1917 года в Калуге действовало 47 православных храмов: из них — 29 приходских, 12 домовых, 2 военного ведомства и 4 монастырских. На 1941 год в городе действовало всего 2 православных храма: Георгиевский собор и Храм в честь святителя Николая на Козинке (в ведении обновленческого епископа Андрея Расторгуева).
Остальные храмы Калуги до окончания периода Советской власти использовались не по назначению. В настоящее время в Калуге действует 20 приходских храмов РПЦ. Действующие храмы Русской православной церкви в Калуге, в их числе Свято-Троицкий кафедральный собор, переданный епархии в августе 1991 года. В Свято-Георгиевском соборе хранится чудотворный образ Калужской Божьей Матери. Действующий Храм Покрова Пресвятой Богородицы, что на рву является самым древним зданием каменной постройки в городе.
Приходу Русской православной старообрядческой церкви в 1989 году передано здание храма иконы Божией Матери «Знамение» (Знаменская церковь, «что на Зелёной»).

### Религиозные образования и объединения
Христианство:
- Калужская и Боровская епархия Русской православной церкви[147].
- 5-й и 11-й Благочиннический (церковный) округ города Калуги Калужской и Боровской епархии Русской православной церкви[150].
- Русская православная старообрядческая церковь (Московская митрополия)
- Католический приход ордена францисканцев-конвентуалов
- Российский объединённый союз христиан веры евангельской

Иудаизм:
- Местная иудейская ортодоксальная религиозная организация «Калужская еврейская община» (ФЕОР)
- Отделение ООО «Российский еврейский конгресс»
- МРО Калужская еврейская объединённая община «Гатхала»
- Калужская областная общественная организация «Еврейский общинный центр „Хэсэд Дага“»[151]

Ислам (см. Ислам в Калужской области):
- МРО мусульман города Калуги «Сунна» Духовное управление мусульман Европейской части России: «Московский Муфтият»[152]

### Действующие храмы, приходы и молельные дома
Русская православная церковь (РПЦ):
- Алексеевская церковь
- Архангельская церковь
- Благовещенская церковь (не сохр.)
- Богоявленская церковь
- Васильевская церковь (церковь Василия Блаженного)
- Воскресенская церковь (не сохр.)
- Георгиевская церковь «за верхом»
- Георгиевская церковь «за лавками»
- Георгиевская церковь на Воробьёвке (не сохр.)
- Церковь св. Жён-Мироносиц
- Ивановская церковь
- Ильинская церковь (церковь во имя пророка Илии) (не сохр.)
- Казанская церковь
- Казанский девичий монастырь
- Космодамианская церковь
- Крестовский монастырь
- Николо-Козинская церковь
- Николо-Слободская церковь (не сохр.)
- Одигитриевская церковь (не сохр.)
- Петропавловская (Пятницкая) церковь
- Покровская церковь, что на рву
- Покровская церковь под горой (не сохр.)
- Преображенская церковь на Жировке (Спасо-Слободская) (не сохр.)
- Преображенская церковь за верхом (Церковь спаса за верхом)
- Рождественская церковь
- Церковь Рождества Христова в Кожевниках
- Свято-Троицкий кафедральный собор
- Успенская церковь за верхом

Русская православная старообрядческая церковь (Московская митрополия):
- Знаменская церковь иконы Божией Матери (1720)
- Церковь Духа Святого Сошествия (1815) (не сохр.)
- Церковь Николая Чудотворца на Киёвке (1977) (не сохр.)

Архиепархия Матери Божией (католицизм):
- Приход Святого Георгия Великомученика

Федерация еврейских общин России (ФЕОР):
- Калужская синагога[153][154]

Духовное управление мусульман Российской Федерации:
- Мечеть «Сунна»

## Памятники архитектуры и достопримечательности
В историческом центре города сохранился целый ряд памятников архитектуры.
К наиболее старым образцам гражданской архитектуры относятся:
- Каменные палаты Коробова (1697 год) в районе Завершья;
- Каменные жилые дома XVIII века.

По сей день сохранился ряд старинных православных церквей:
- Покрова Пресвятой Богородицы, что на рву (1687 год, колокольня XVIII века);
- Георгия за Верхом (1700—1701 годы);
- Спаса Преображения (Казанская; 1709 год);
- Знамения (1720—1731 годы)[156].

Из построек второй половины XVIII века примечательны:
- Палаты Макарова;
- Дом Оболенского;
- Ансамбль Присутственных мест (1778—1787 годы);
- Троицкий собор (1786—1819 годы);
- Гостиный двор (1782—1796 годы), построен по проекту П. Р. Никитина;
- Дома Золотарёвых-Кологривовой (1805—1808 годы) и Мешковых (1826 год);
- Дворянское собрание (1848—1850 годы).

Значимые достопримечательности:
- Большой Каменный мост[157][158] — 160-метровый каменный виадук, построенный в 1775—1778 годах в романском стиле, перекинутый через Березуйский овраг[156][159].
- Дубликат ракеты-носителя «Восток» в парке имени К. Э. Циолковского на территории музея космонавтики.

Ракета-носитель «Восток», стоящая в Калуге — дублирующая копия (не макет) гагаринского «Востока». Эта ракета стояла в апреле 1961 года на стартовой площадке на космодроме Байконур на случай нештатной ситуации при запуске в космос ракеты-носителя «Восток» с первым в мире космонавтом на борту — Юрием Алексеевичем Гагариным. В случае неудачи, при запуске ракеты-носителя «Восток-1», на которой стартовал Ю. А. Гагарин, следующей в космос отправилась бы именно эта ракета-носитель. Прежде чем занять место на территории музея космонавтики в Калуге, эта ракета-носитель побывала на многих выставках мира: ракету демонстрировали на авиасалонах в Ле Бурже в 12 км от Парижа, Риме, Турине, Бухаресте, Будапеште и Праге.
26 июня 2017 года в Калуге установили первый в России памятник фронтовому хирургу. Монумент был установлен возле Больницы скорой медицинской помощи (БСМП).
- Гостиный двор
- Золотая аллея (Большая аллея, Серебряная аллея) — над Березуйским оврагом[162]
- Театральная улица[163][164]
- «Нулевой километр» на пешеходной Театральной улице
- Присутственные места[165]
- Сквер Мира[166]
- Площадь Победы[167]
- Замо́чно-ленточное свадебное дерево на Золотой аллее (над Березуйским оврагом)
- Дом драматурга Н. Я. Соловьёва, середина XIX века, ул. Луначарского, 5[168]

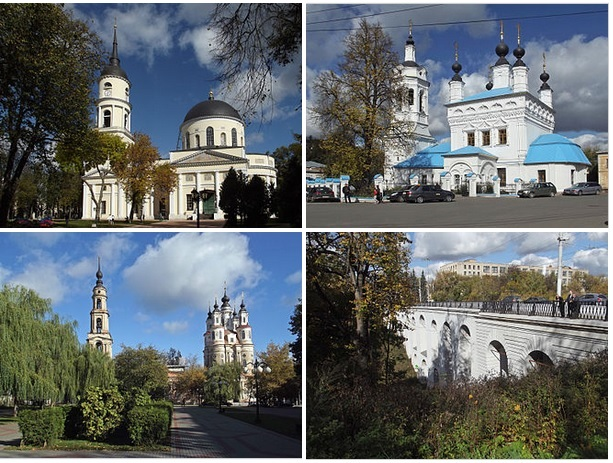
История Калуги
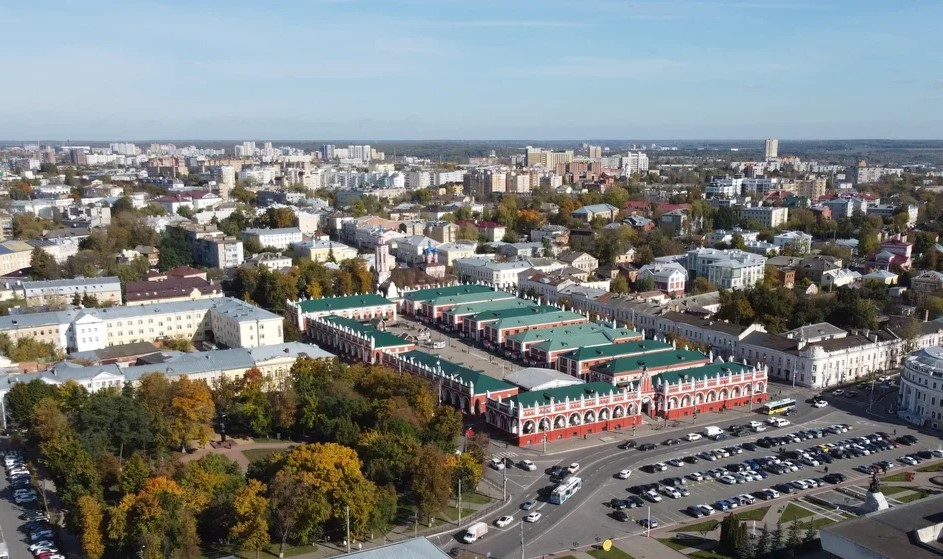
Ансамбль Гостиного двора с птичьего полета
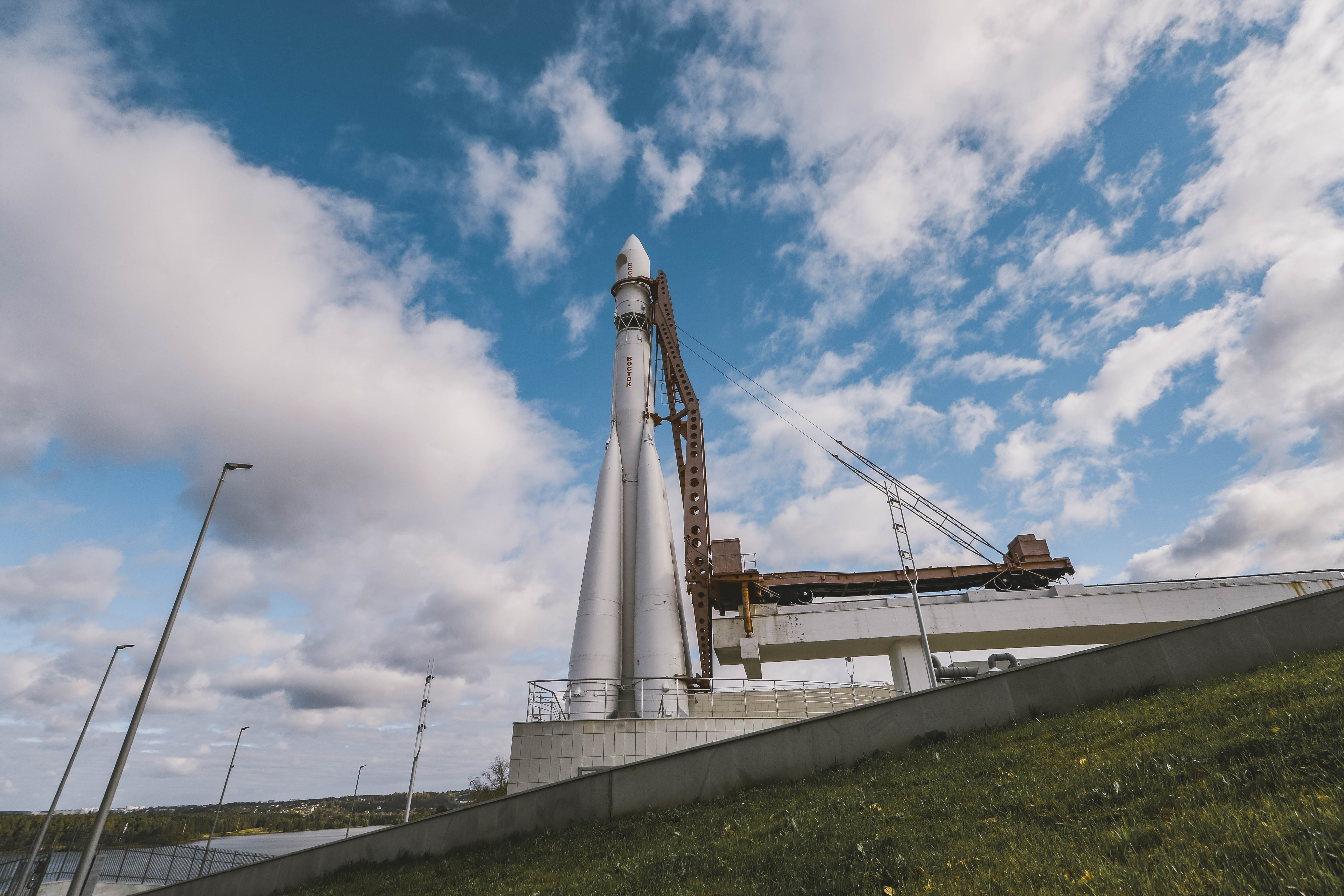
Ракета-носитель «Восток»
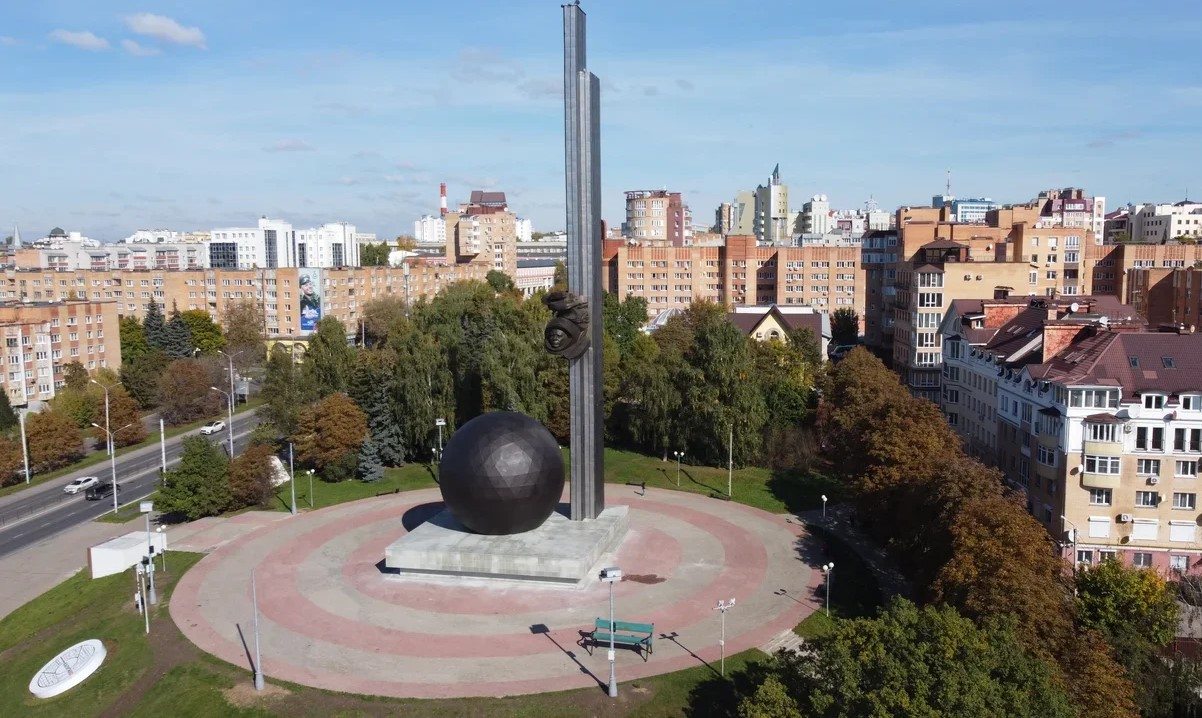
Памятник 600-летию Калуги на ул. Гагарина

### Парки, скверы и аллеи
- Городской парк культуры и отдыха (Центральный парк)
- Парк имени К. Э. Циолковского
- Калужский городской бор
- Лаврентьевская роща (Сосновая роща)
- Парк «Театра юного зрителя»
- Парк «Губернский»
- Сквер (площадь) Победы
- Сквер (площадь) Мира
- Театральный сквер
- Сквер имени Болдина
- Сквер имени Владислава Николаевича Волкова
- Сквер имени Павла Андреевича Воронина
- Сквер имени Маршала Победы Георгия Константиновича Жукова
- Сквер имени Карпова
- Сквер имени Академика Владимира Ивановича Кирюхина (до 20 ноября 2013 года носил наименование — сквер Конституции)[169]
- Сквер имени Ленина
- Сквер имени С. Туликова (перед основным зданием вокзального комплекса Калуга-1)
- Сквер Ветеранов Великой Отечественной войны на площади Московская
- Сквер Защитников Отечества
- Сквер медицинских сестёр
- Сквер молодожёнов
- Сквер ДК Машзавода (Дома культуры Калужского машиностроительного завода «Калугапутьмаш»)
- Сквер у Никитского храма
- Сквер памяти жертв Чернобыля
- Сквер 50-летия ВЛКСМ
- Аллея композиторов (сквер рядом с Калужской областной филармонией)
- Парк усадьбы Яновских с яблоневым садом (среди калужан также парк известен под названием «Берёзка»)

## Награды
В 1971 году, в год своего 600-летия, Калуга была награждена орденом Трудового Красного Знамени.

## Известные горожане

### Почётные граждане

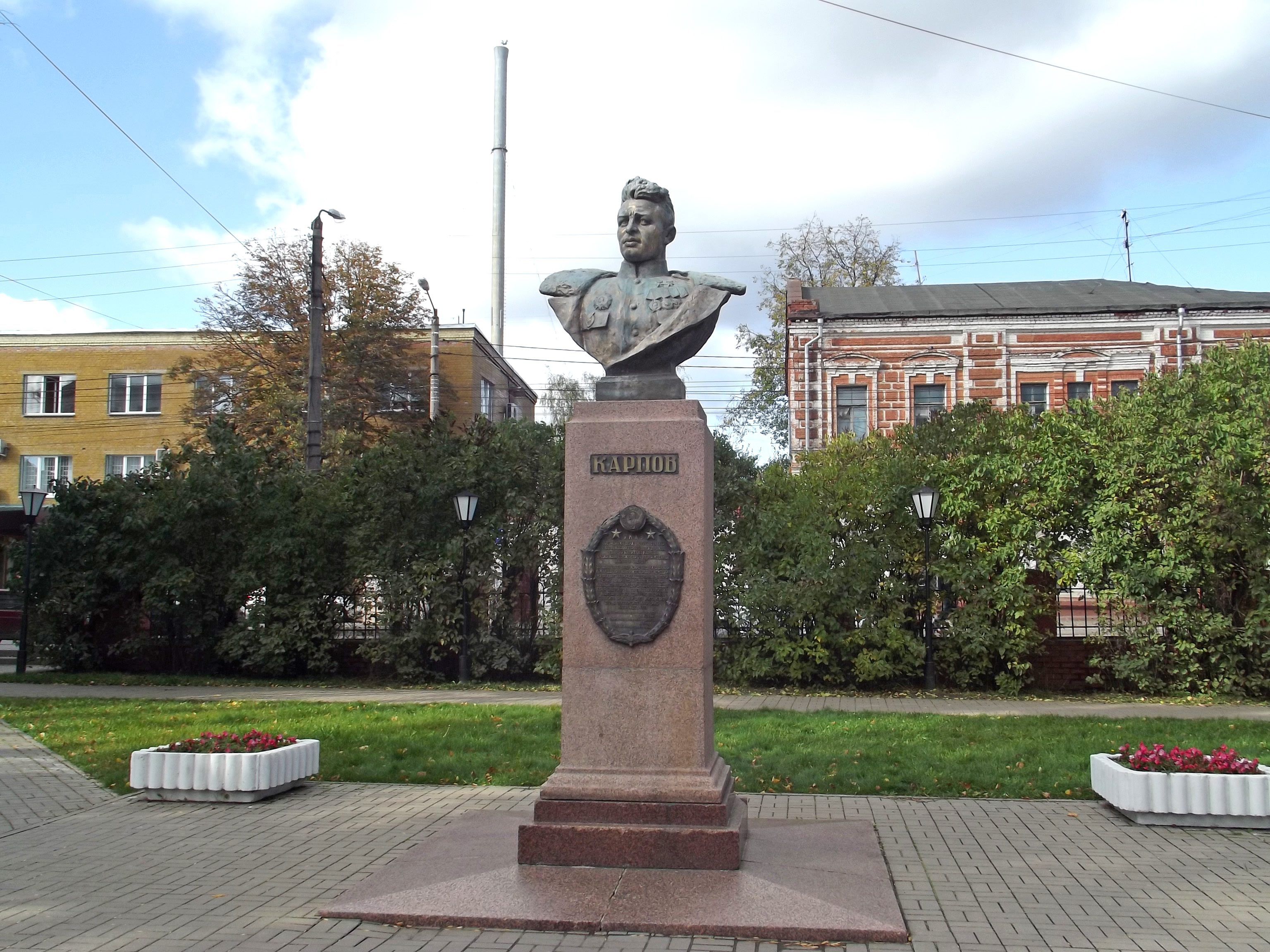
Калуга. Памятник лётчику-истребителю А. Т. Карпову

Среди почётных граждан города Калуги :
- Циолковский, Константин Эдуардович — основоположник теоретической космонавтики, живший и работавший в Калуге.
- Чижевский, Александр Леонидович — учёный, основоположник гелиобиологии, аэроионификации и электрогемодинамики.
- Волков, Владислав Николаевич (23 ноября 1935 — 30 июня 1971) — советский космонавт, дважды Герой Советского Союза.
- Гагарин, Юрий Алексеевич — Герой Советского Союза.
- Гетман, Андрей Лаврентьевич — Герой Советского Союза.
- Каманин, Николай Петрович — Герой Советского Союза.
- Карпов, Александр Терентьевич — лётчик-истребитель, дважды Герой Советского Союза.
- Куликов, Дмитрий Дмитриевич — Герой Социалистического Труда.
- Попо́вич Па́вел Рома́нович — советский космонавт. Лётчик-космонавт СССР (был номинирован дважды).

## Муниципальные награды и поощрения
Муниципальные награды и поощрения города Калуги включают в себя:
| Изображение награды | Наименование награды | Дата учреждения                                         | Правила награждения | Правовое регулирование |
| ------------------- | --- | ------------------------------------------------------- | --- | --- |
|                     | Нагрудный знак «Почётный гражданин города Калуги» (Звание «Почётный гражданин города Калуги»)                                                         | кон. XIX века — 5 мая 1961 года — 14 сентября 1999 года | Основанием для присвоения звания «Почётный гражданин города Калуги» являются Выдающиеся заслуги: - в сфере социально-экономического развития Калуги; - развития международных и внутрироссийских связей города; - обеспечение общественной безопасности и сохранности расположенного в городе имущества; - предотвращение и ликвидация последствий чрезвычайных ситуаций природного и техногенного характера; - подвижничество и благотворительность. | Постановление Гордумы города Калуги от 14 сентября 1999 года № 211 «Об утверждении положения о звании „Почётный гражданин города Калуги“» |
|                     | Нагрудный знак «За личный вклад в развитие Калуги» | 20 апреля 2005 года                                     | Основаниями для награждения являются существенный вклад гражданина в формирование социально-экономического развития города Калуги, активное участие в жизни и деятельности города. | Постановление от 20 апреля 2005 года № 59 «О системе поощрений в муниципальном образовании город Калуга»                                  |
|                     | Нагрудный знак «Заслуженный работник муниципального образования Город Калуга» (Звание «Заслуженный работник муниципального образования Город Калуга») | 20 апреля 2005 года                                     | Звание «Заслуженный работник муниципального образования Город Калуга» присваивается высокопрофессиональным работникам органов местного самоуправления, организаций различных форм собственности за заслуги перед муниципальным образованием «Город Калуга», работающим по специальности 12 и более лет. | Постановление от 20 апреля 2005 года № 59 «О системе поощрений в муниципальном образовании город Калуга»                                  |

К муниципальным наградам города Калуги относятся также следующие поощрения:
- Занесение в Книгу Почёта города Калуги
- Почётная грамота Городского Головы города Калуги
- Благодарственное письмо Городского Головы города Калуги
- Почётная грамота Главы городского самоуправления города Калуги
- Почётная грамота от председателя Городской Думы города Калуги
- Почётная грамота от Управления Городского Хозяйства города Калуги

## Внешние связи
Города-партнёры — это города, с которыми имеются соглашения о сотрудничестве (по конкретным проектам или группе проектов).
Города-побратимы — города, с которыми заключены договоры о побратимских отношениях. Обычно двусторонний документ включает положения о развитии культурного, социального, экономического, спортивного, образовательного сотрудничества.
| Города-побратимы                                         | Города-партнёры                                        |
| -------------------------------------------------------- | ------------------------------------------------------ |
| Зуль, Минск, Тирасполь, Махачкала, Лахти, Биньчжоу, Ялта | Тула, Рязань, Орёл, Смоленск, Тамбов, Циолковский, Ниш |

— Данные приведены по состоянию на ноябрь 2021 года

## Город в произведениях искусства
Музыка и песни
- «Здравствуй, милая Калуга!» (1965 год) — Слова Михаил Пляцковский, музыка Серафим Туликов.
- «Моя Калуга» на YouTube (2021 год) — Поют: Екатерина Тысячнова и Павел Селезнёв. Слова: Павел Селезнёв и Наталья Головатюк, музыка: Павел Селезнёв, аранжировка — Роман Азатов[173].
- «Калуга (вальсок)» — автор слов и музыки Сергей Евменин[174]
- «Где Ока течёт вдоль луга…» (1989 год) — Васильев Андрей (авторская песня).
- «Мой Любимый Город» — музыка и слова Павел Селезнёв, третье место на конкурсе песен о Калуге, 1996 год.
- «Калуга моя, Калуга…» — музыка Лев Поливода, Слова Владимир Куриянов, третье место на конкурсе песен о Калуге, 1996 год
- «Kaluga City» (2009 год) — группа «Stels»
- «Весна калужская — юность моя» (2014 год) — Калюжная Варвара. Названа лучшей песней о городе Калуге по итогам конкурса «Мой любимый город» в 2014 году[175].
- «Город на Оке» — Бендрышева Маргарита. Признана лучшим текстом песни о Калуге по итогам конкурса «Мой любимый город» в 2014 году[176]
- «Моя Калуга» — Скатов Андрей (2012 год), участник конкурса «Мой любимый город» в 2014 году[177]
- «С Новым годом, Калуга!» — музыка и слова Павел Селезнёв, песню исполняют ведущие телерадиокомпании Ника. 2016 год

С упоминанием города Калуги в тексте:
- «Песня о двух друзьях» на YouTube в исполнении Владимира Бунчикова и Владимира Нечаева (1943), — автор слов Василий Лебедев-Кумач, автор музыки Анатолий Лепин.
- «Бричмулла» на YouTube в исполнении Татьяны и Сергея Никитиных (2011), — автор слов Дмитрий Сухарев, автор музыки Сергей Никитин

Калуга и ее окрестности в кинематографе
- «Крупная неприятность» (1930)
- «Космический рейс» (1935)
- «Бесприданница» (1936)
- «Член правительства» (1939)
- «Дорога к звёздам» (1957)
- «Человек с планеты Земля» — киноповесть о первом русском исследователе космоса, учёном-изобретателе, ракетостроителе К. Э. Циолковском (1958)
- «Двадцать лет спустя» (1965)
- «Пакет» (1965)
- «Похождения зубного врача» (1965)
- «Ташкент — город хлебный» (1967)
- «Спокойный день в конце войны» (1970)
- «Пятнадцатая весна» (1971)
- «Укрощение огня» (1972)
- «Москва — Кассиопея» (1973)
- «Птицы над городом» (1974)
- «Ищу мою судьбу» (1974)
- «Любовь земная» (1974)
- «Отроки во Вселенной» (1974)
- «Чужие письма» (1975)
- «Потрясающий Берендеев» (1975)
- «Победитель» (1975)
- «Мой дом — театр» (1975)
- «Сто дней после детства» (1975)
- «Просто Саша» (1976)
- «Белый Бим Чёрное ухо» (1977)
- «Судьба» (1977)
- «Последний шанс» (1978)
- «Осенняя история» (1979)
- «Взлёт» (1979)
- «Крах операции „Террор“» (1980)
- «Однажды двадцать лет спустя» (1980)
- «Тропинины» (1981)
- «Карнавал» (1981)
- «Золотые рыбки (фильм)» (1981)
- «Полёты во сне и наяву» (1982; эпизоды, сам фильм снимался в городе Владимир)
- «Слёзы капали» (1982)
- «Взятка» (1983)
- «В последнюю очередь» (1983)
- «Если можешь, прости» (1984)
- «Невероятное пари, или Истинное происшествие, благополучно завершившееся сто лет назад» (1984)
- «Шанс» (1984)
- «Господин гимназист» (1985)
- «От зарплаты до зарплаты» (1985)
- «Говорит Москва» (1985)
- «Белая лошадь — горе не моё» (1986)
- «Катенька» (1987)
- «Филёр» (1987)
- «Честь имею!» (1987)
- «Скорый поезд» (Ферзиково, 1988)
- «Вам что, наша власть не нравится?!» (1988)
- «В городе Сочи тёмные ночи» (1989)
- «Хаги-Траггер» (1994)
- «Любить по-русски» (1995)
- «Ворошиловский стрелок» (1999)
- «Граница. Таёжный роман» (2000)
- «День денег» (2006)
- «Семь жён одного холостяка» (сериал) (2009)
- «Марьина Роща» (сериал) — первый сезон из 16 серий (2012)
- «Любовь — не картошка» (сериал) (2013)
- «Марьина роща 2» — второй сезон из 19 серий (2014)
- «Временщик» (мини-сериал) (2014)
- «Кино про Алексеева» (2014)
- «Черта» (телесериал) (2014—2015)
- «Райские кущи» (2015)
- «Чёрная кошка» (сериал) (Калуга, Кондрово, 2015)
- «Пионеры — герои» (2015)
- «После тебя» (арт-парк Никола-Ленивец в Дзержинском районе Калужской области, 2016)
- «Морозова» (сериал) (2017)
- «Декабристка» (телесериал)" (2018)
- «Пусть будет Лиза» (2018)
- «Подольские курсанты» (2020) (основные эпизоды фильма сняты в 2018—2019 гг. на кинокомплексе студии «Военфильм» в городе Медынь Калужской области
- «Жуки — 2» (2021)
- «Исправленному верить. Паутина» (2021)
- «Нелюбимый мой» (2021)
- «Созвучия любви» (2021)
- «Не будь моей женой» (2022)
- «Мамкина звездочка» (2022)
- «По ту сторону солнца» (2022)
- "Операция «Неман» (2023)
- «Четвертая отрицательная» (2023)
- «Ополченский романс» (сериал, в производстве)